# Arta românească în secolele al XIX-lea și al XX-lea
Arta românească în secolele XIX și XX dezvăluie transformările apărute în arhitectură, pictură și sculptură, datorită diverselor curente occidentale ce aduceau aerul modernist și în România. Astfel în arhitectură, neoclasicismul, clasicismul, eclectismul sau linia națională sunt curente ce aduc elemente noi în construcția clădirilor pentru a le da o înfățișare cât mai plăcută. Pot fi amintiți arhitecți de seamă precum: Ion Mincu, Petre Antonescu, Alexandru Orăscu și alții.
Sculptura aduce elemente noi, moderniste, prin schimbarea stilului de lucru și al viziunii artistice, fiind realizate numeroase capodopere artistice. Diferiți sculptori realizează sculpturi în piatră, lemn sau modelaj precum: Karl Storck, Carol Storck, Ion Georgescu, Wladimir Hegel, Dimitrie Paciurea și Constantin Brâncuși, Ion Vlasiu, Pavel Bucur, Ion Jalea ori Ovidiu Maitec, Constantin Popovici și Ion Irimescu.
Pictura aduce o întreagă paletă de schimbări, majoritatea pictorilor români făcându-și studiile la Paris, la München sau în București, încearcând să-și definească propriul stil de lucru prin îmbinarea elementelor modernismului cu cele ale tradiționalismului. În domeniul picturii s-au remarcat mulți artiști români cum ar fi: Nicolae Grigorescu, Ștefan Luchian, Gheorghe Tattarescu, Theodor Aman, Ion Andreescu, Nicolae Tonitza, Gheorghe Petrașcu, Theodor Pallady, Max H. Maxy, Camil Ressu, Iosif Iser, Victor Brauner, Ion Țuculescu, Aurel Ciupe, Corneliu Baba și alții.

## Arta în secolul al XIX-lea
Ca și în țările din sud-estul Europei, pe teritoriul României la sfârșitul secolului al XVIII-lea, se resimte influența culturii bizantine. Îndeosebi în Moldova și Țara Românească, această cultură se dezvoltă mai rapid. Spre deosebire de cele două țări românești, în Transilvania sunt prezente influențe ale curentelor artistice provenite din zona Europei centrale. Astfel, întâlnim influențe și chiar putem vorbi de arta romanică, gotică, renascentistă, sau barocă. În secolul al XIX-lea, numit și „secolul națiunilor”, datorită noilor condiții politice, se pune accent pe legăturile cu Occidentul și astfel, se produce trecerea de la epoca medievală la epoca modernă. Pe teritoriul României, multă vreme au coexistat elementele orientale și occidentale, dând artei românești o imagine pitorească. România face legături directe și cu țări precum Franța și Italia de unde tinerii ce merg să studieze, aduc idei noi ce vor fi puse în practică în timpul revoluției din 1848. Atât Occidentul, cât și Orientul aduc schimbări accelerate determinând un efort de sincronizare a culturii și artei românești cu țările din aceste locuri. Asimilarea în ritm accelerat a schimbărilor în arta și cultura românească, au dat naștere unor fenomene specifice cum ar fi așa-zisa „ardere a etapelor” în care, anumite curente se succed într-un ritm rapid fără a mai urma evoluția normală. V. Florea, în lucrarea „Arta românească modernă”, afirmă în legătură cu acest fenomen:
„Zămislirea noilor forme de artă este adesea șovăielnică. În virtutea inerției, multe forme vechi dăinuie și după ce și-au pierdut fondul de odinioară, în timp ce forme noi se impun fără a dobândi și conținuturi corespunzătoare, fără a fi pe deplin asimilate și adaptate la condițiile specifice locale.”—V. Florea, Arta românească modernă
Dintre curentele artistice de proveniență din Apus, primul curent va fi neoclasicismul, chiar dacă uneori va avea influențe ale academismului. După apariția neoclasicismului, își vor mai face simțită prezența și alte curente occidentale, diminuând simțitor decalajul în timp față de arta Apusului.

### Arhitectura

#### Neoclasicismul
Chiar de la sfârșitul secolului al XVIII-lea neoclasicismul, este prezent punându-și amprenta în edificii religioase, care adaptează elemente decorative specifice clasicismului pe structuri de tip bizantin. Aceste influențe se observă și în cadrul arhitecturii caselor boierești. După anul 1830, construcția de edificii mari se accentuează, dar din lipsă de specialiști se apelează la arhitecți străini. Clădirea Universității București, a fost construită în stil neoclasic la fel ca Grand Hôtel du Boulevard de primul arhitect român important, Alexandru Orăscu, acesta terminându-și studiile în Germania. Primele cursuri de arhitectură, vor fi predate la Iași și la București.

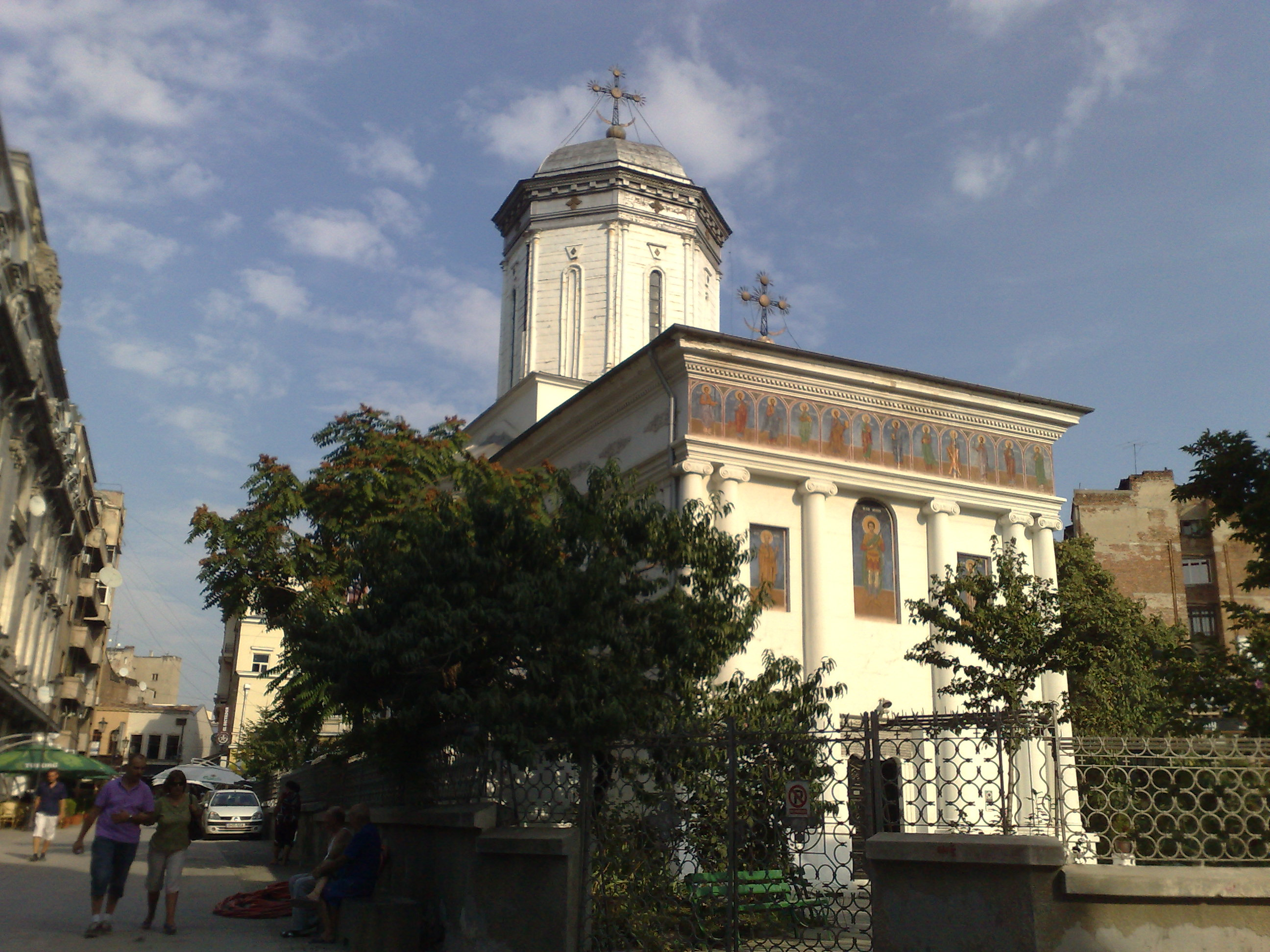
Biserica Sfântul Dumitru (București), construită în secolul 17, adusă în forma actuală la 1819,[1] de Iosif Weltzbau
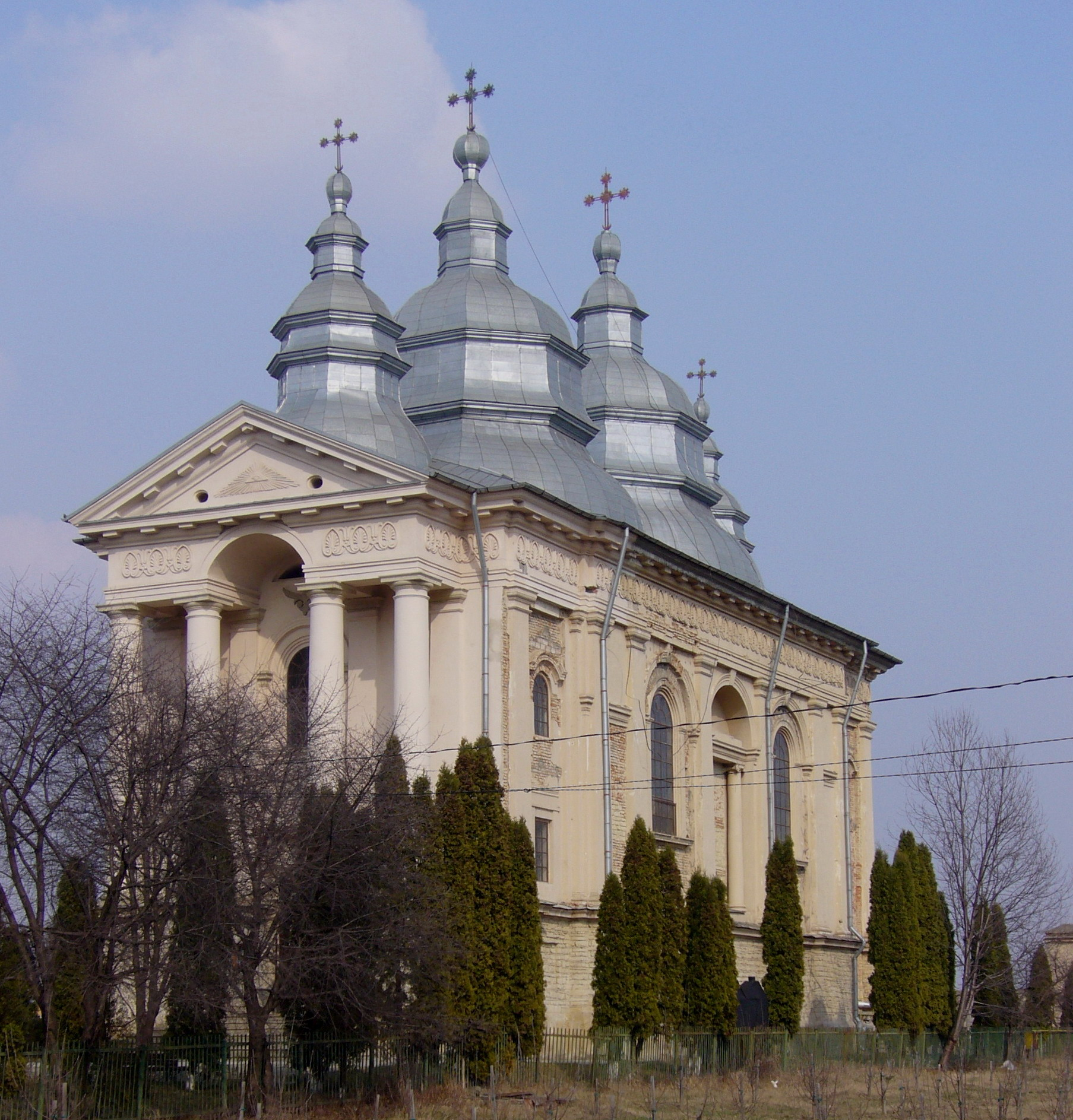
Biserica Mănăstirii Frumoasa (Iași), 1836,[2] arhitect necunoscut
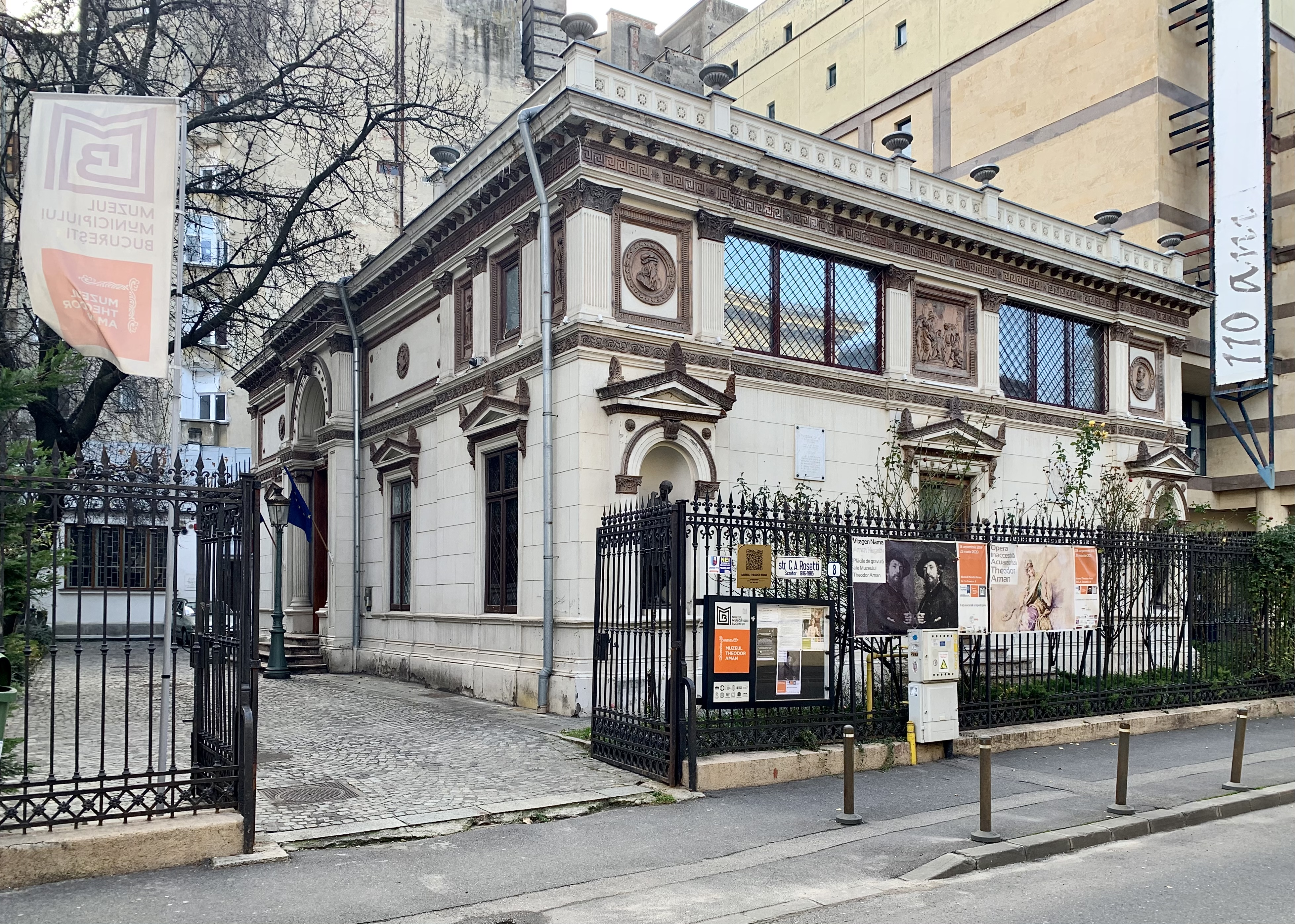
Muzeul „Theodor Aman” (București), 1869-1876, de Theodor Aman cu sculpturi de Karl Storck
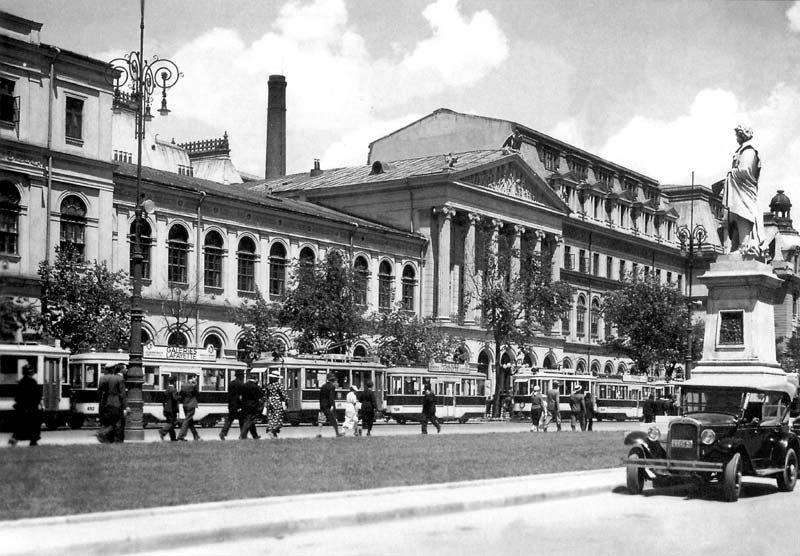
Palatul Universității (București), 1856-1869, de Alexandru Orăscu
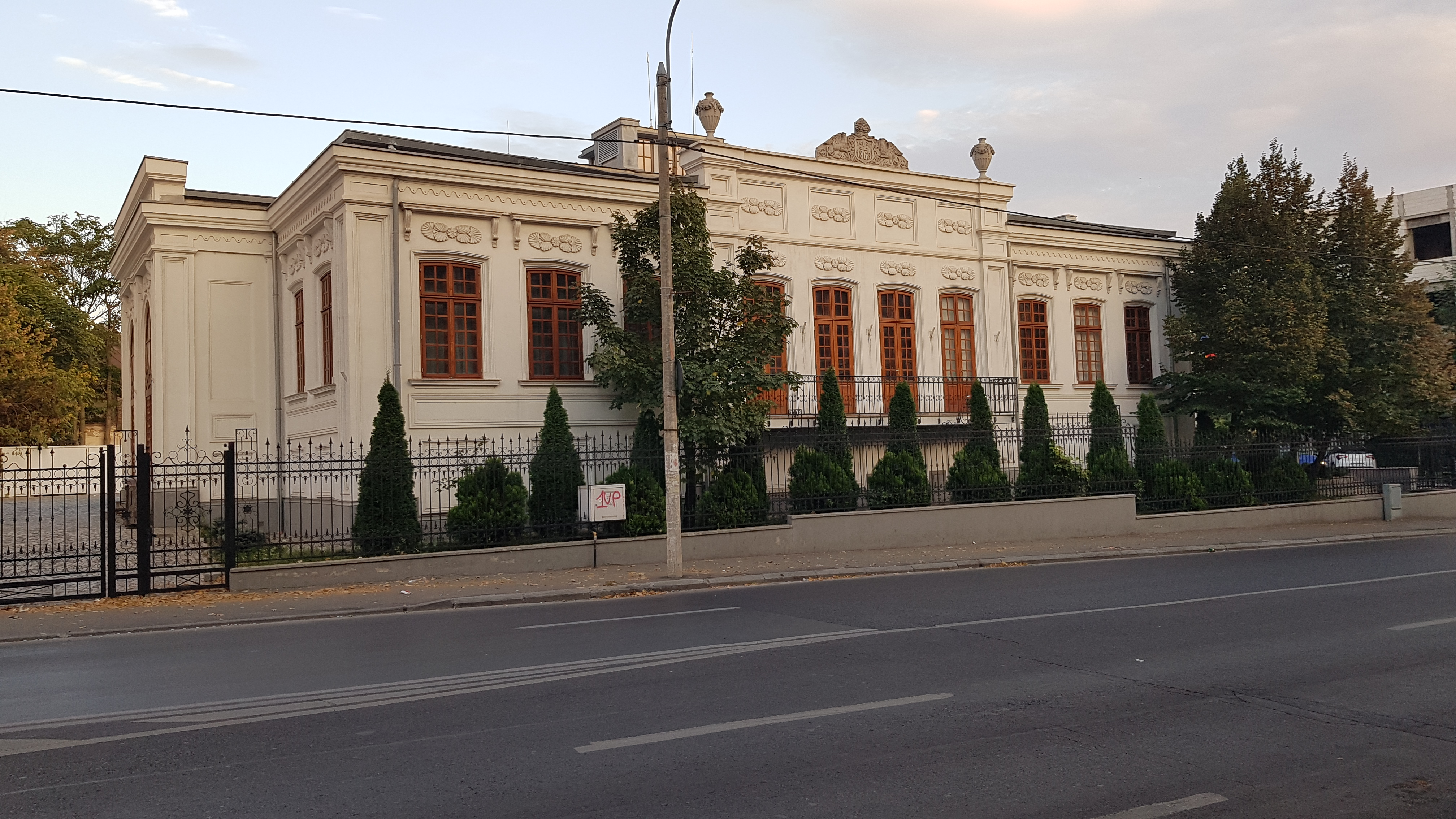
Casa Eliad (București), 1863, arhitect necunoscut
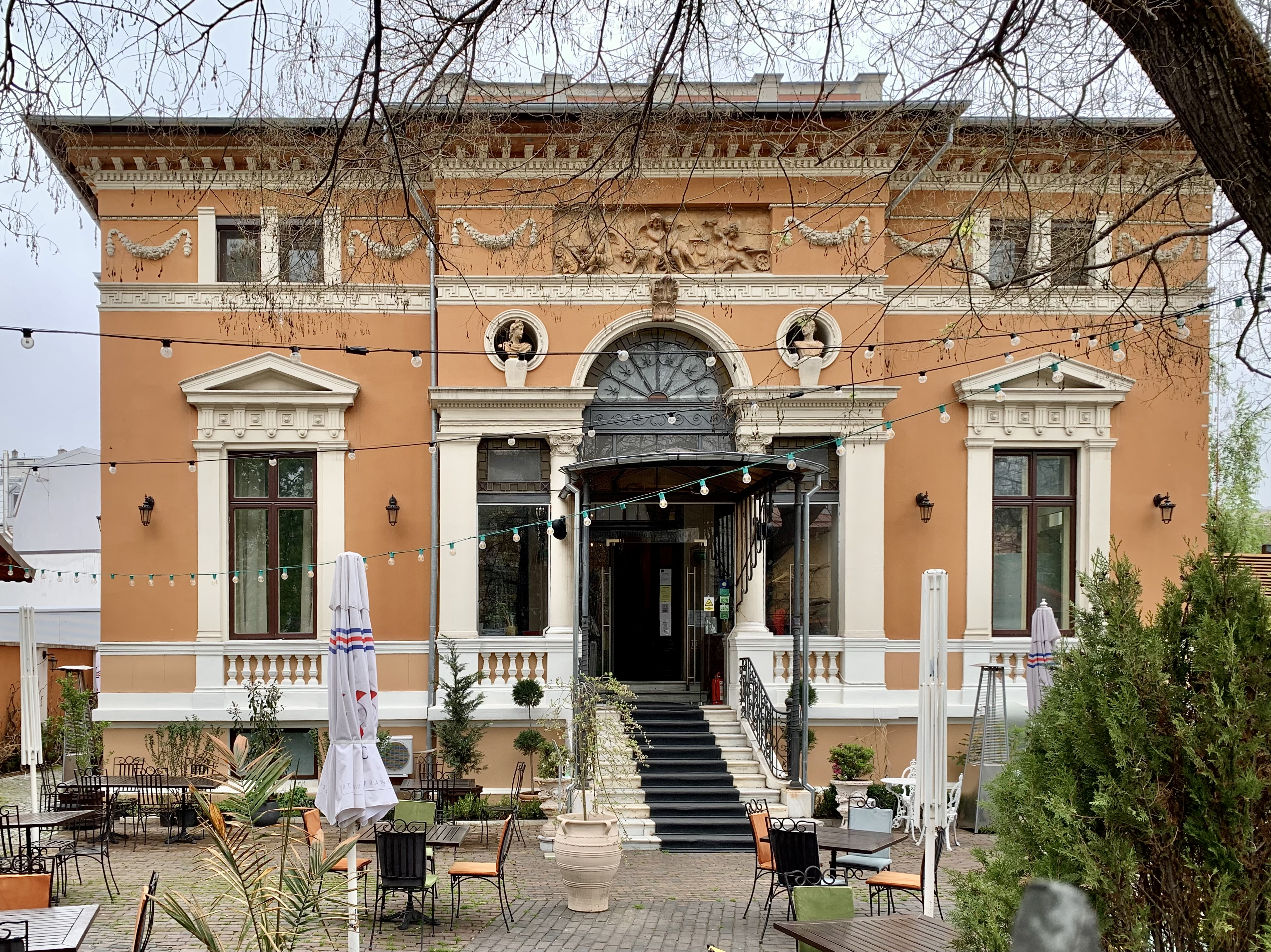
Strada Biserica Amzei nr. 30 (București), 1883, arhitect necunoscut
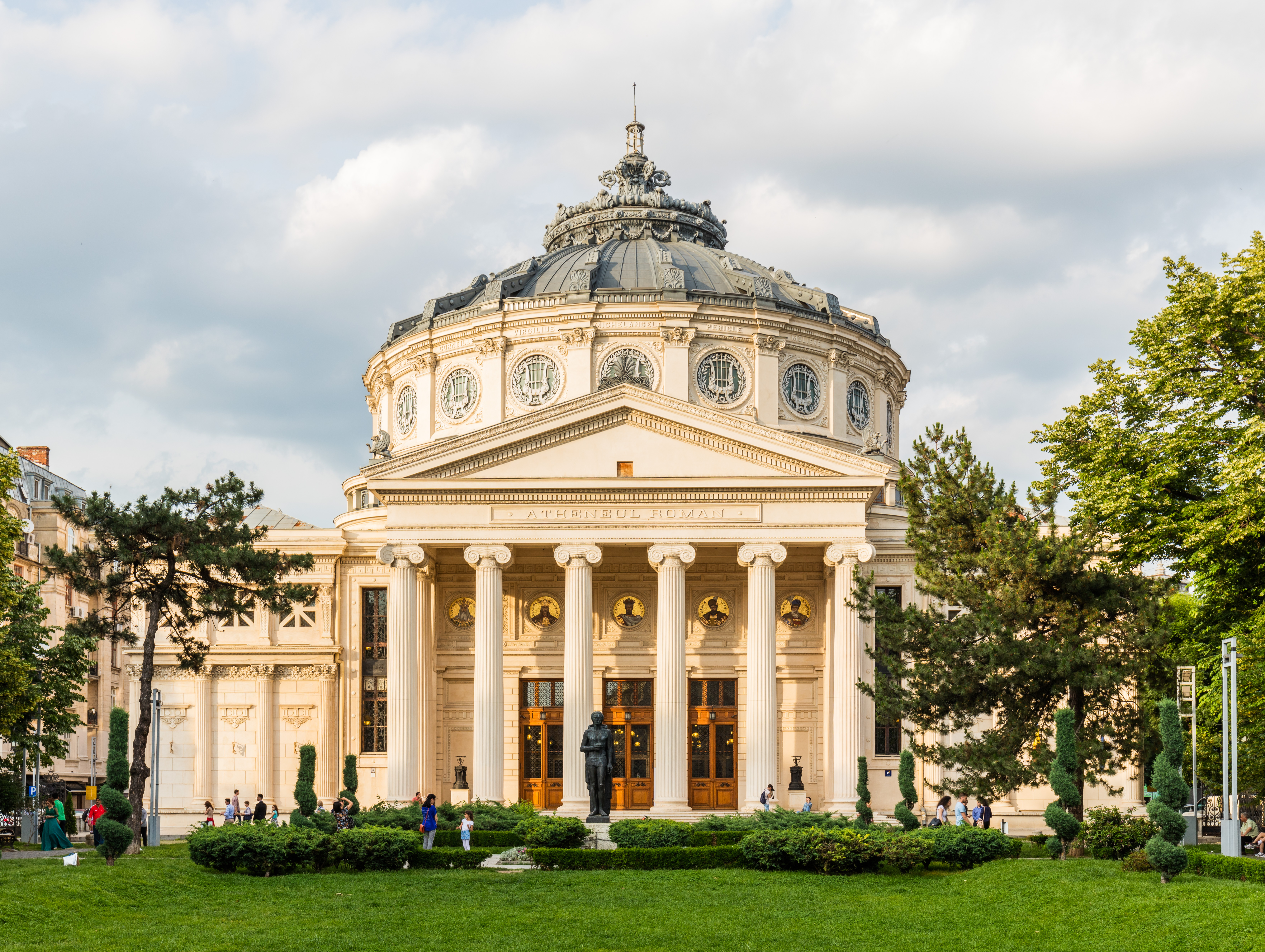
Ateneul Român (București), 26 octombrie 1886-14 februarie 1888, de Paul Louis Albert Galeron
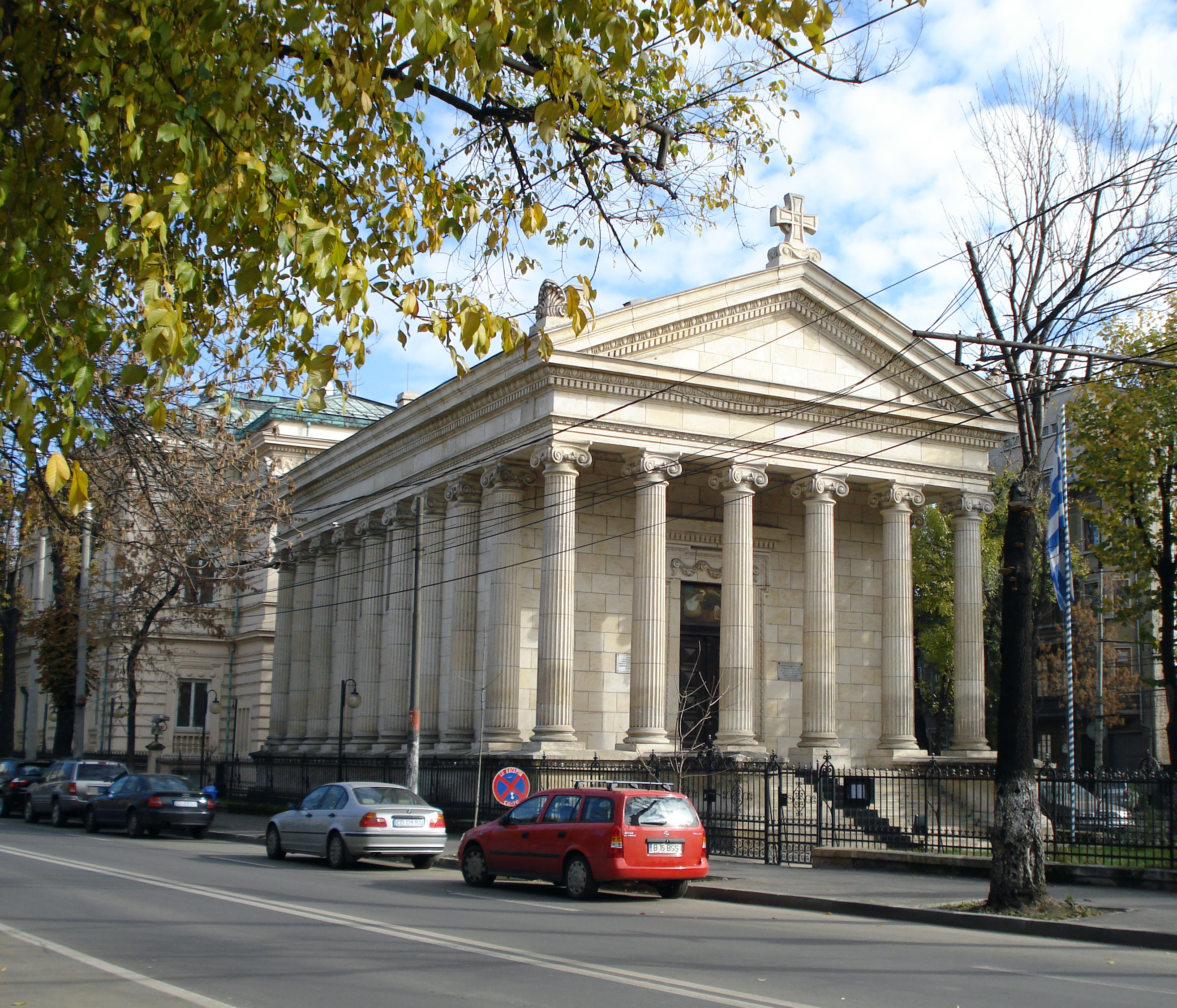
Biserica Buna Vestire (București), începutul secolului 20, arhitect necunoscut

#### Eclectismul
Numeroși arhitecți francezi, formați în spiritul eclectismului au realizat în București un număr mare de construcții, ce aveau un aer parizian, de aici provenind și supranumele lui de „micul Paris”. Exemple de arhitectură eclectică pot fi: Palatul Băncii Naționale, 1885 (arhitect C. Bernard și A. Galleron), Palatul CEC, 1900, (arhitect Paul Gottereau), toate din București. Specific sfârșitului secolului al XIX-lea și începutului secolului XX e stilul eclectic (care combină elemente luate din renascentiste, baroce, rococo și neoclasice).

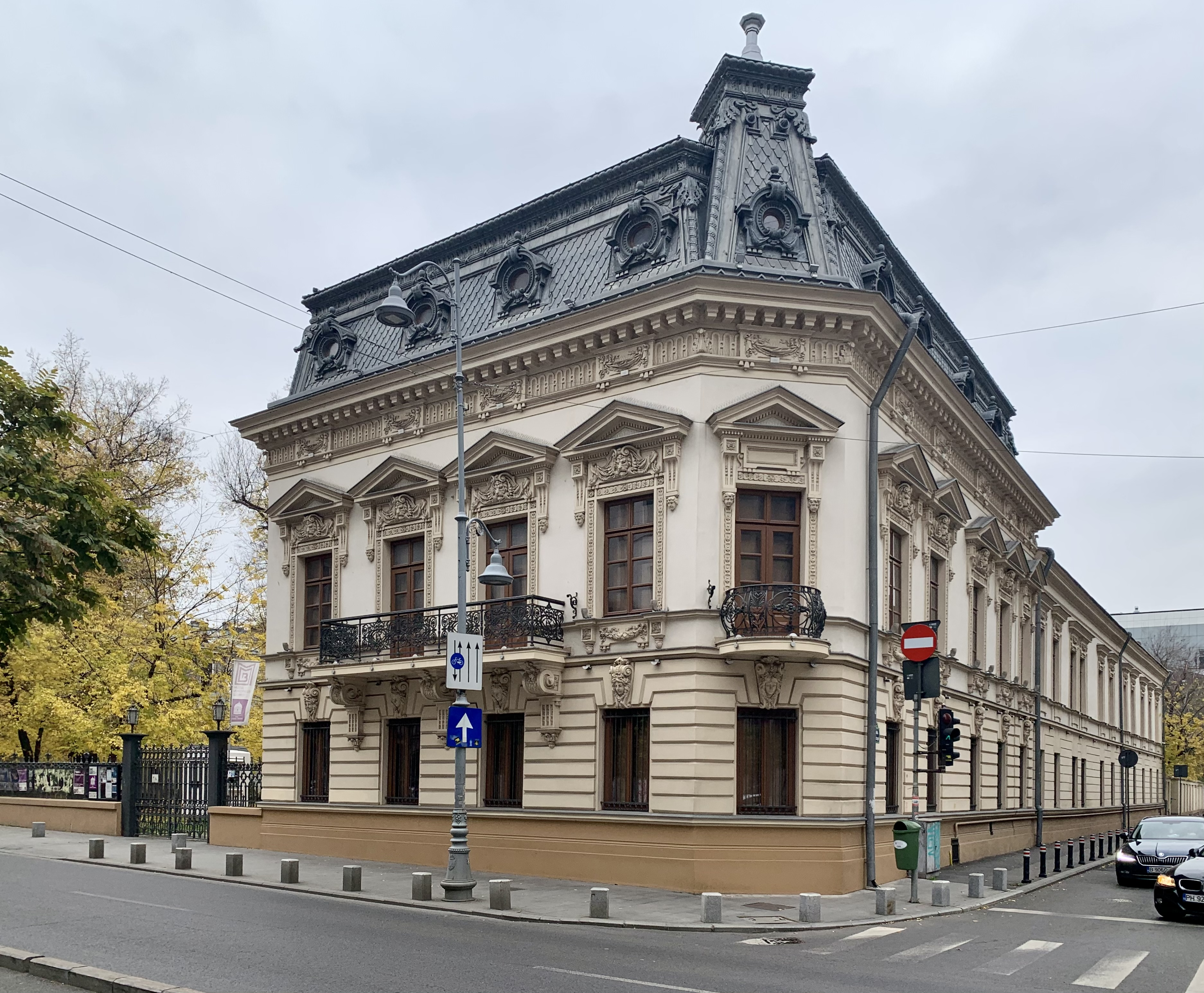
Casa Filipescu-Cesianu pe Calea Victoriei (București), acum Muzeul Vârstelor, secolul 19 târziu, arhitect necunoscut
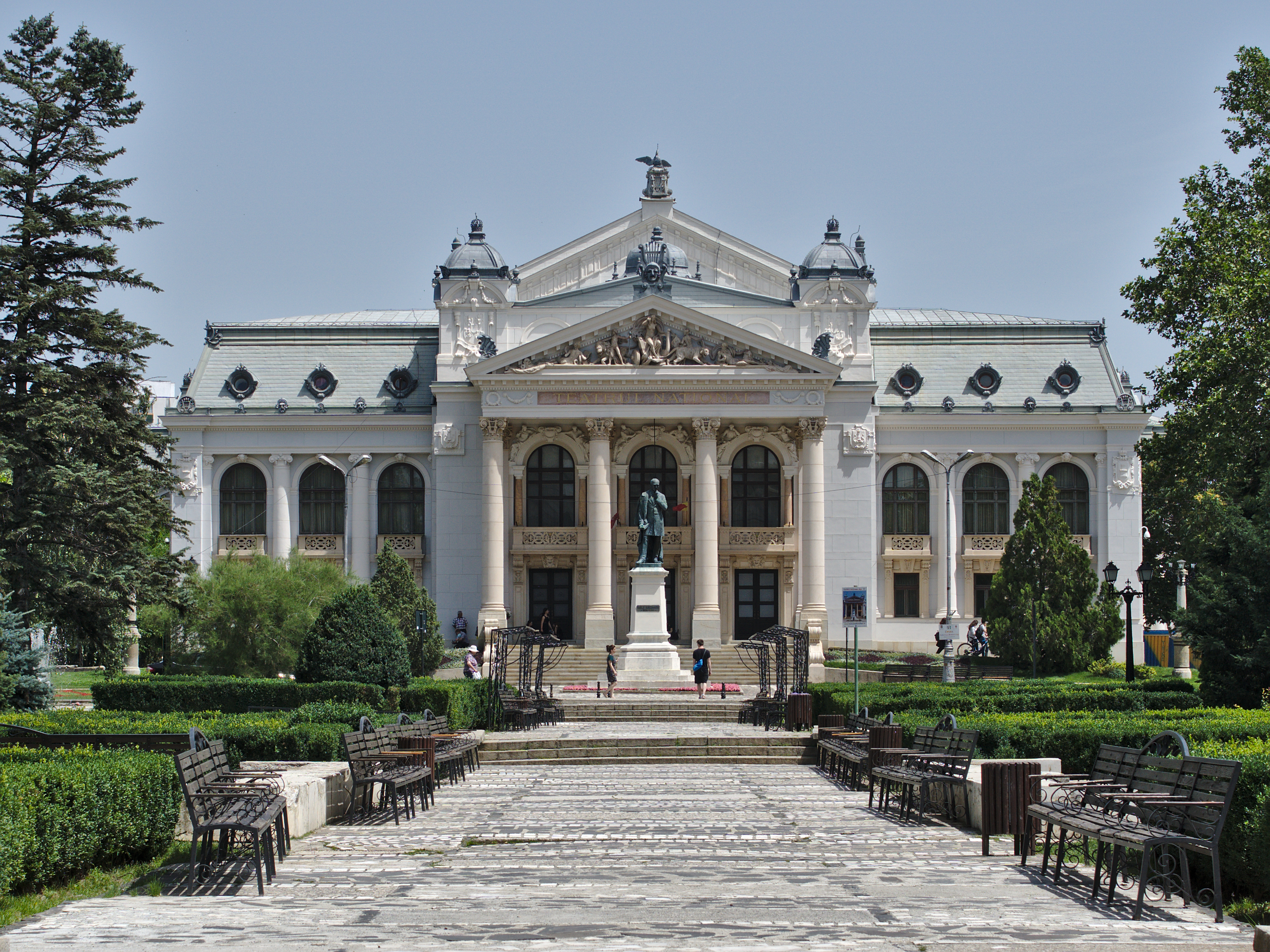
Teatrul Național „Vasile Alecsandri” (Iași), 1894-1896, de Ferdinand Fellner junior și Hermann Helmer
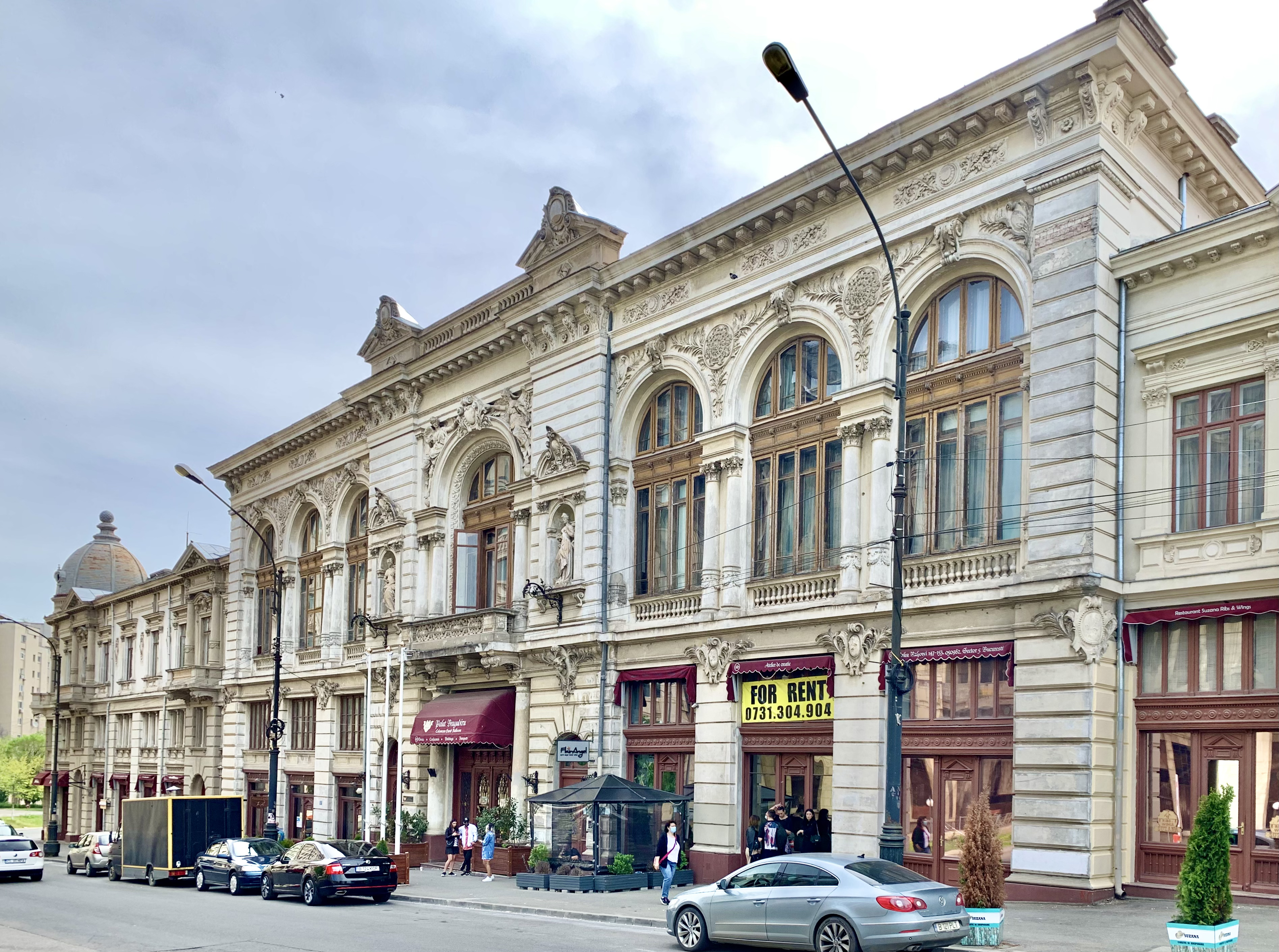
Palatul Bragadiru pe Calea Rahovei (București), care folosește ornamente renascentiste, 1894-1895, de Anton Shuckerl
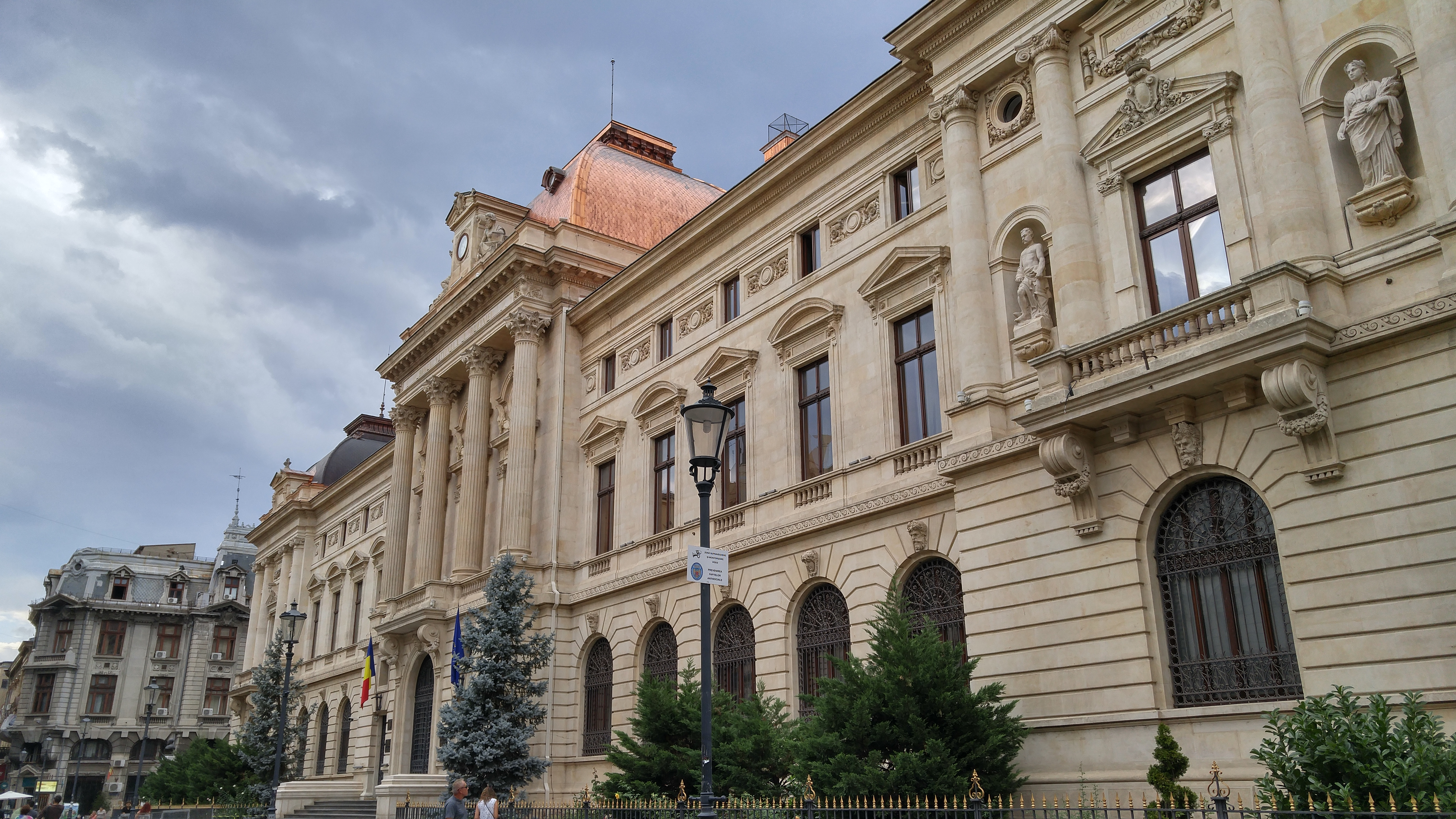
Palatul Băncii Naționale (București), 1885, de Cassien Bernard și Paul Louis Albert Galeron
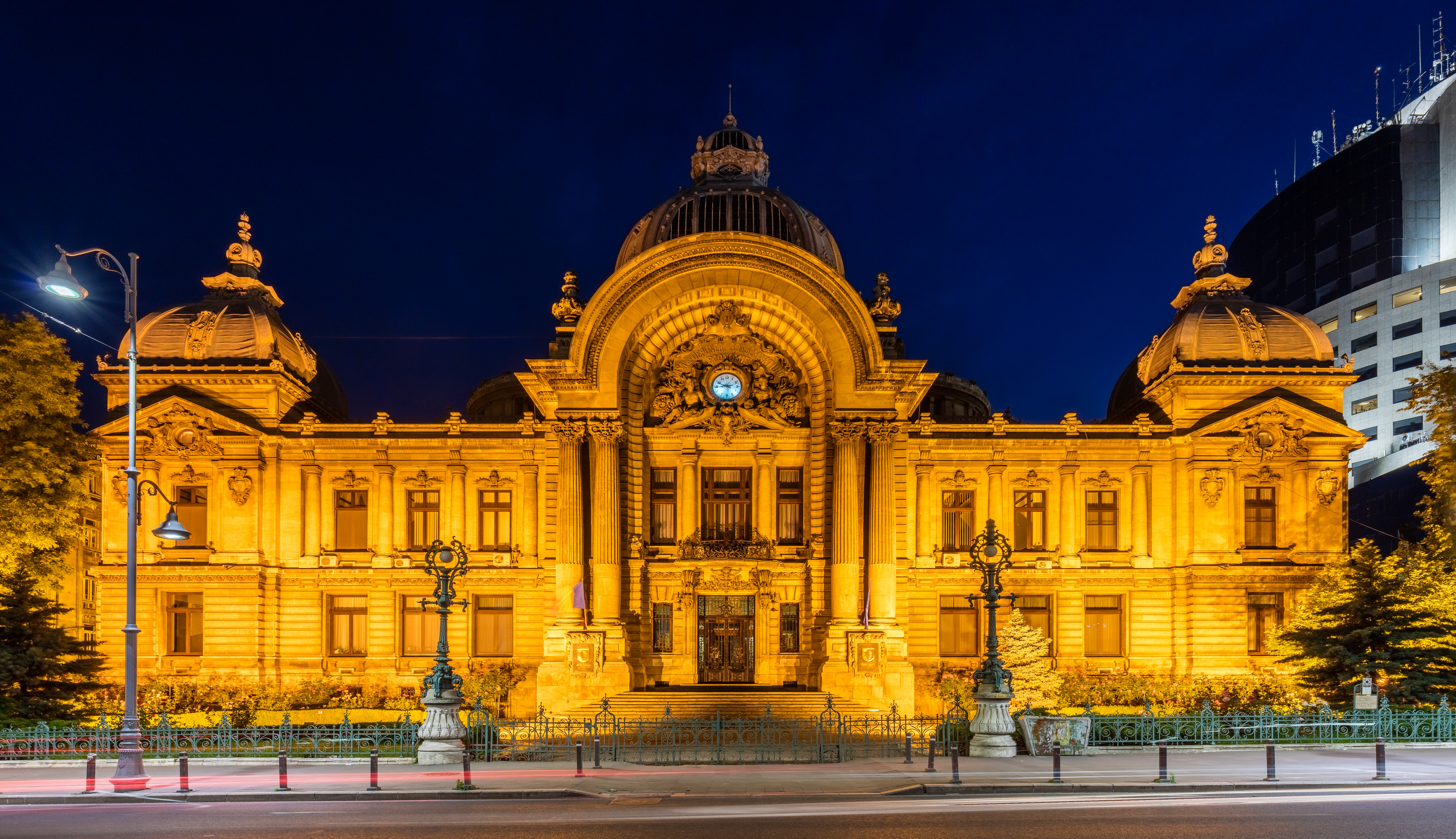
Palatul CEC de pe Calea Victoriei (București), 1897-1900, de Paul Gottereau
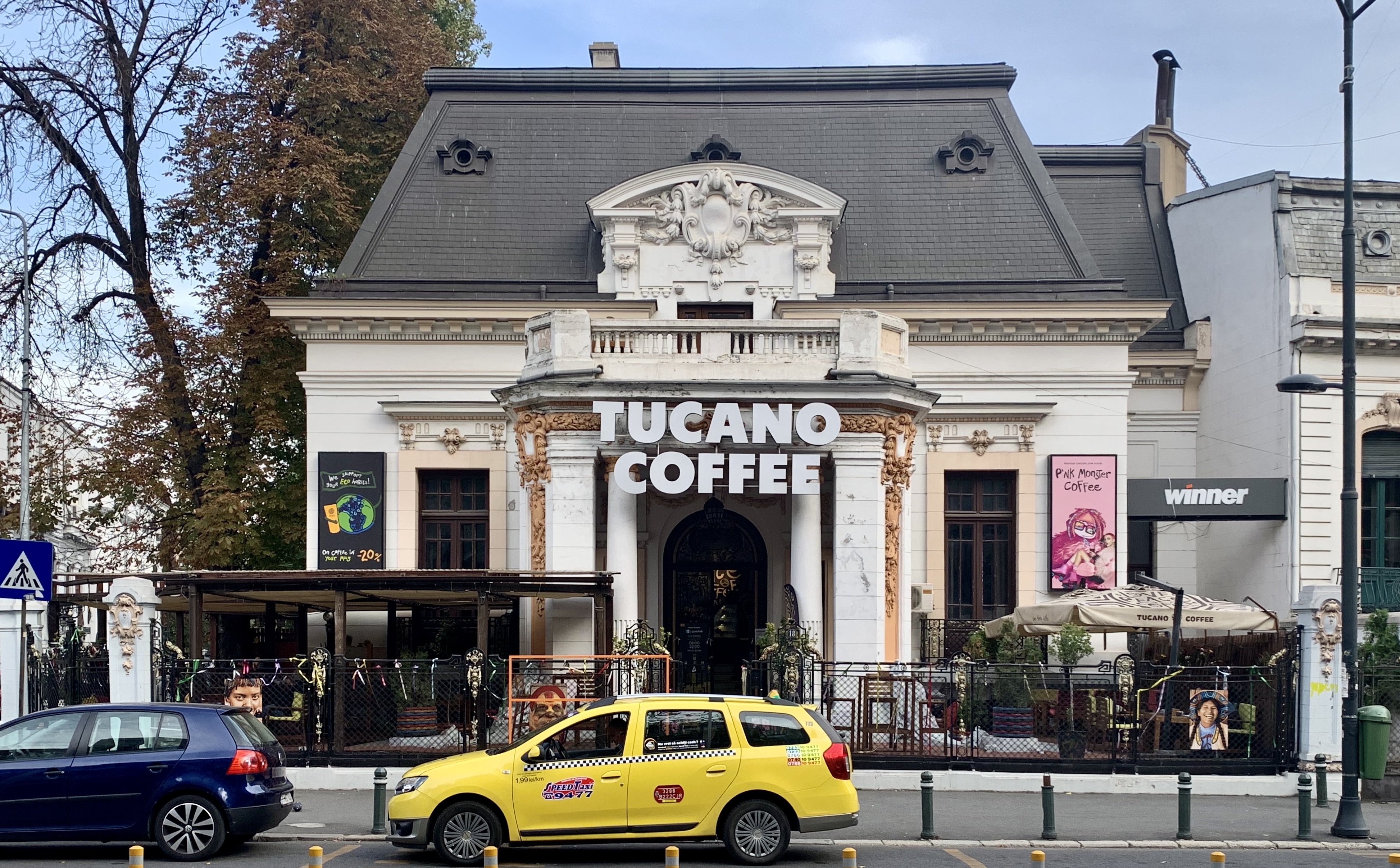
Casa Nicolae T. Filitti/Nae Filitis de pe Calea Dorobanților, c. 1910, de Ernest Doneaud
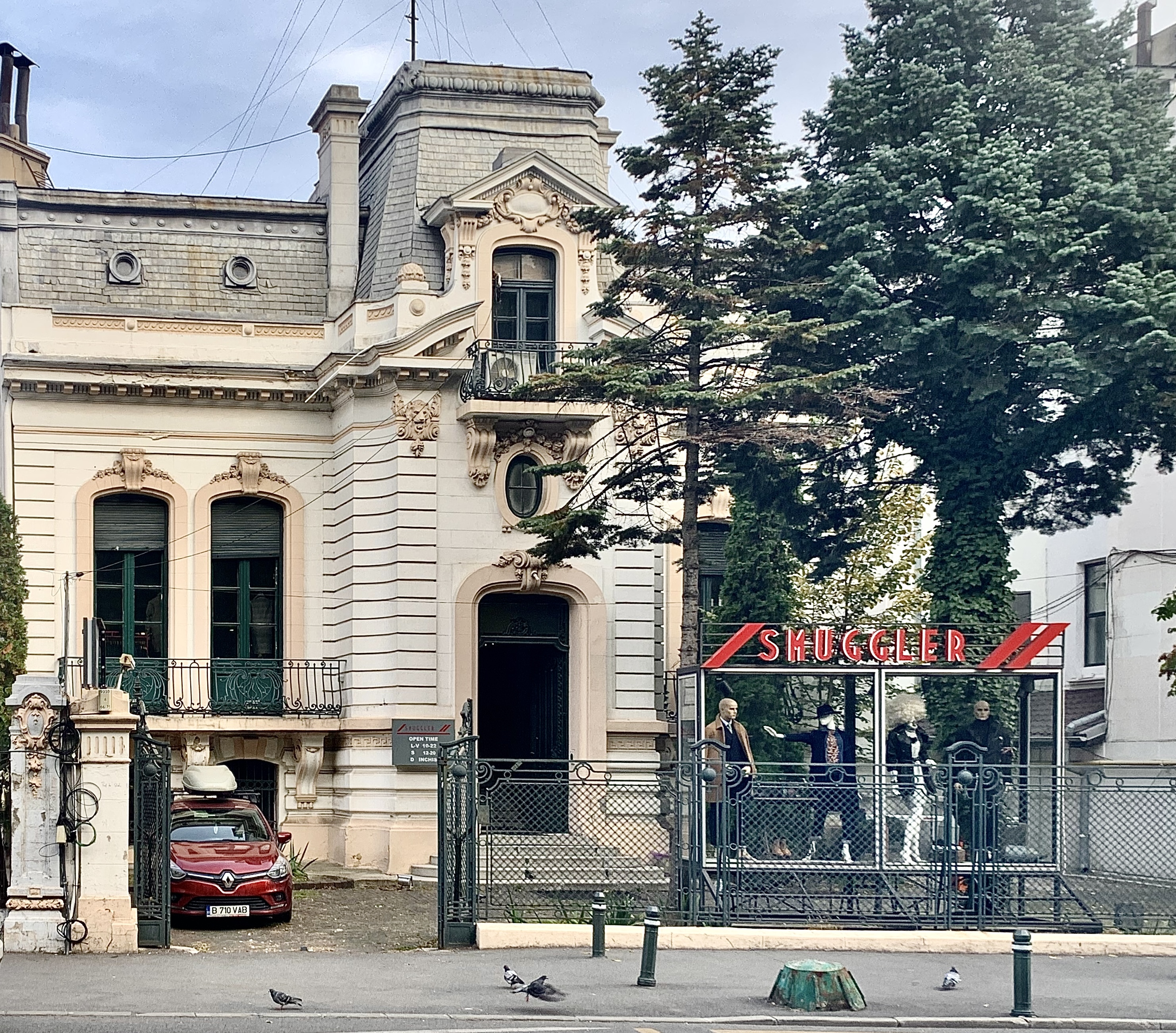
Casa Dinu Brătianu de pe Calea Dorobanților (București), 1914, de Petre Antonescu
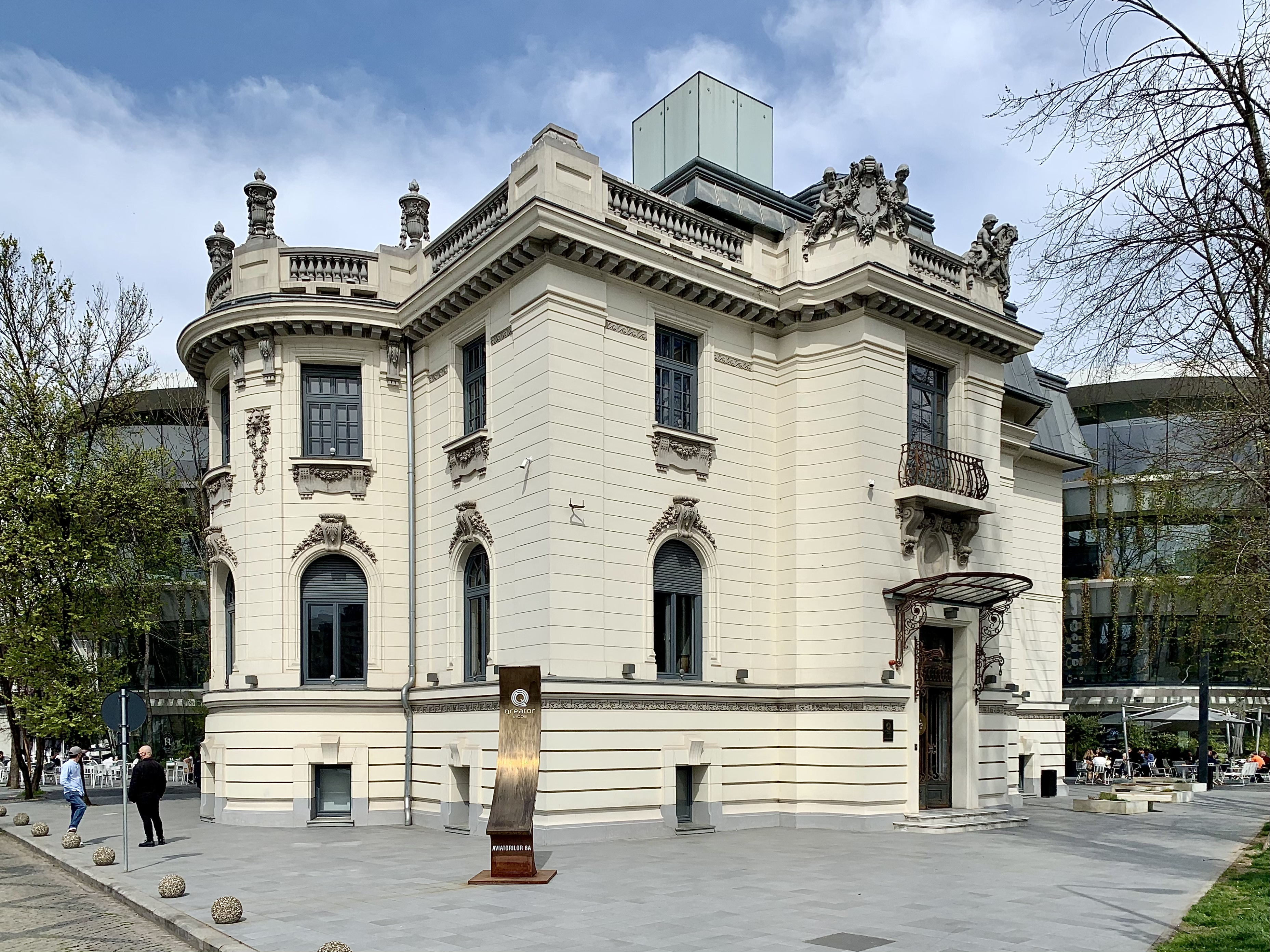
Casa Oromolu din Piața Victoriei (București), 1927, de Petre Antonescu

#### Neoromânismul
La sfârșitul secolului XIX, în paralel cu arhitectura neoclasică și cea eclectică, se afirmă și arhitectura veche românească, valorificându-se tradițiile arhitecturale românești. Linia națională a fost inițiată de Ion Mincu, aceasta fiind numită și stil neoromânesc. Ion Mincu, îmbină în mod armonios, elemente din arhitectura noastră medievală, punând accent pe pridvorul cu arcade sau arcaturile în acoladă, elemente ce pot fi observate la Casa Lahovari (1884-1886), Bufetul de la Șosea (1892) sau Școala Centrală de fete (1890), toate fiind construite în București. Un alt arhitect român, Petre Antonescu va continua stilul lui Ion Mincu. Acesta a creat clădirea primăriei din București sau Palatul Administrativ din Craiova. Stilul lui I. Mincu este preluat de o serie de arhitecți care pun în valoare elementele ornamentale din stilul brâncovenesc, aceștia fiind: Grigore și Cristofi Cerchez, Nicolae Ghica–Budești sau I. Socolescu.

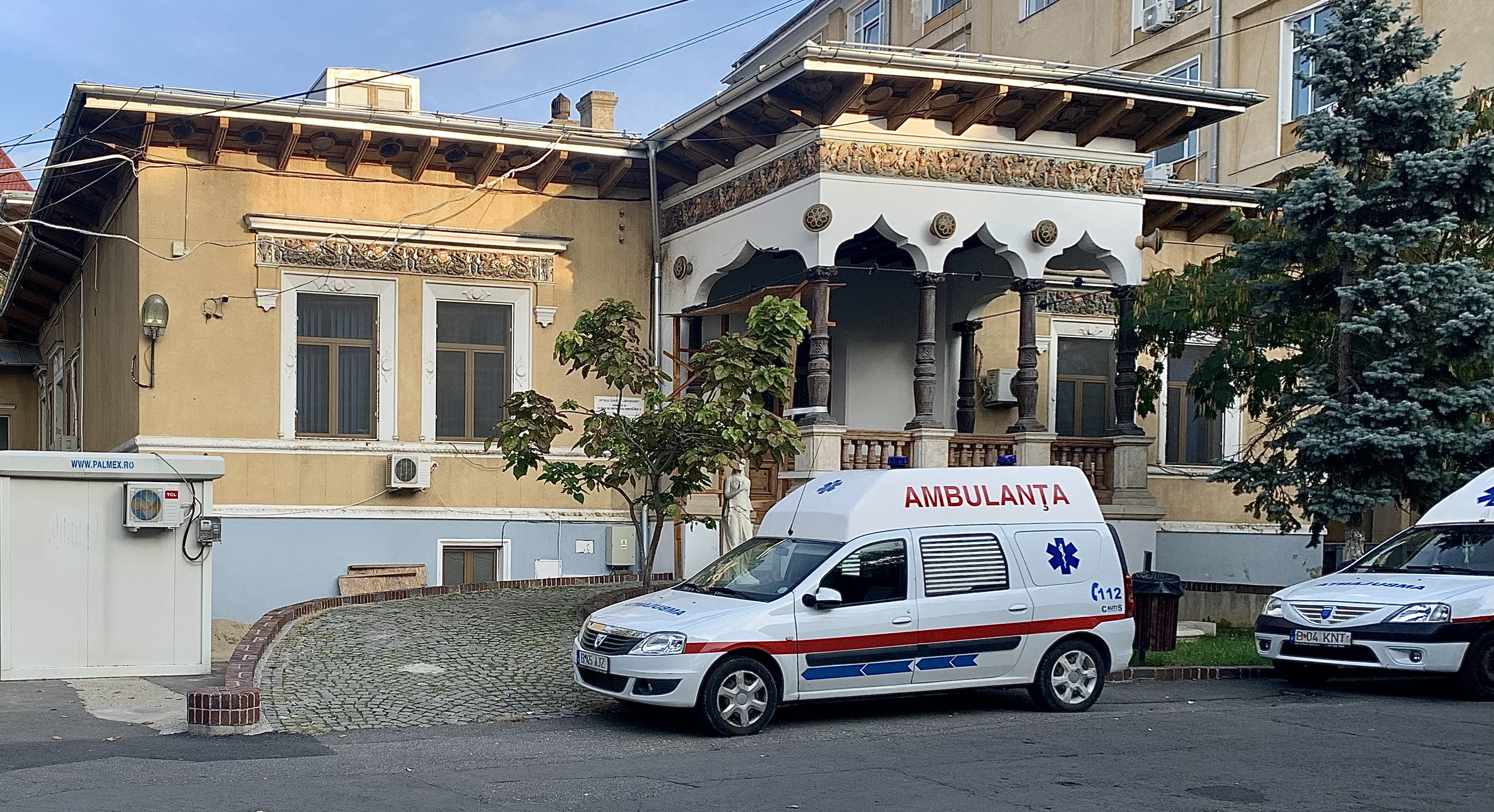
Casa Lahovari (acum în curtea Spitalului Cantacuzino din București), 1884-1886, de Ion Mincu
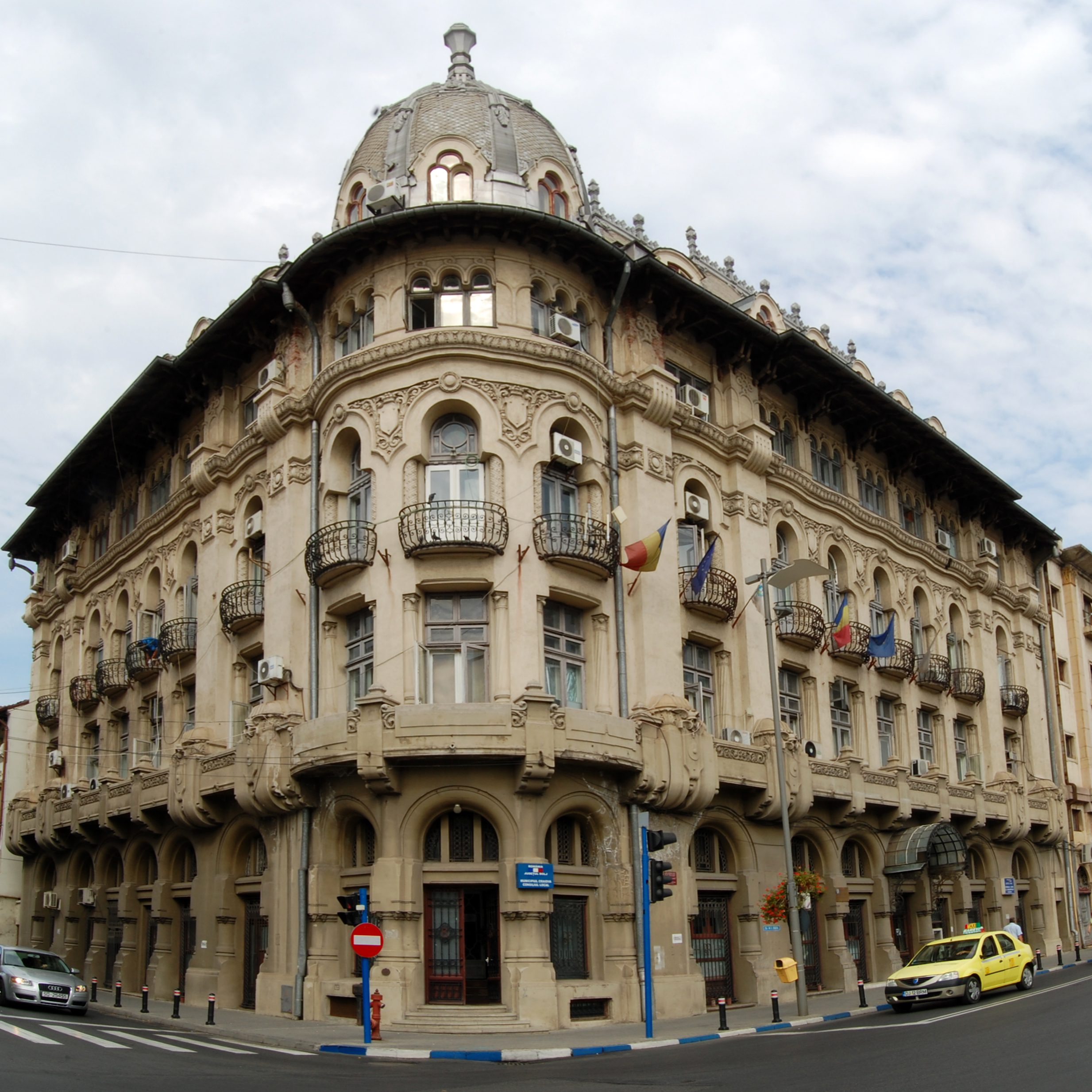
Fostul Hotel Pallace (Craiova), 1900-1905, de Otto Hesselmann-Carada
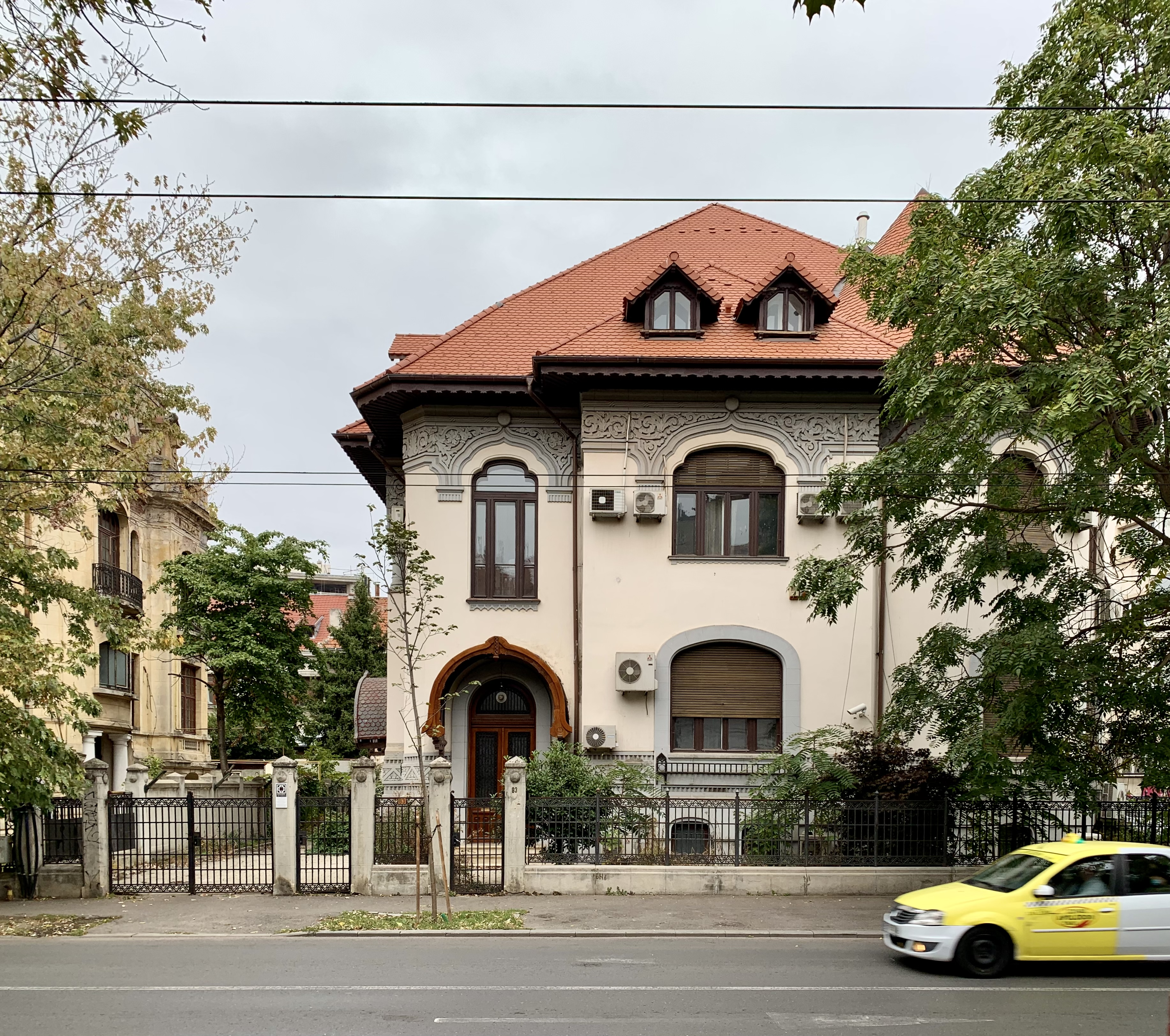
Casa Alexandru Cătuneanu de pe Bulevardul Dacia, 1915, de Paul Smărăndescu
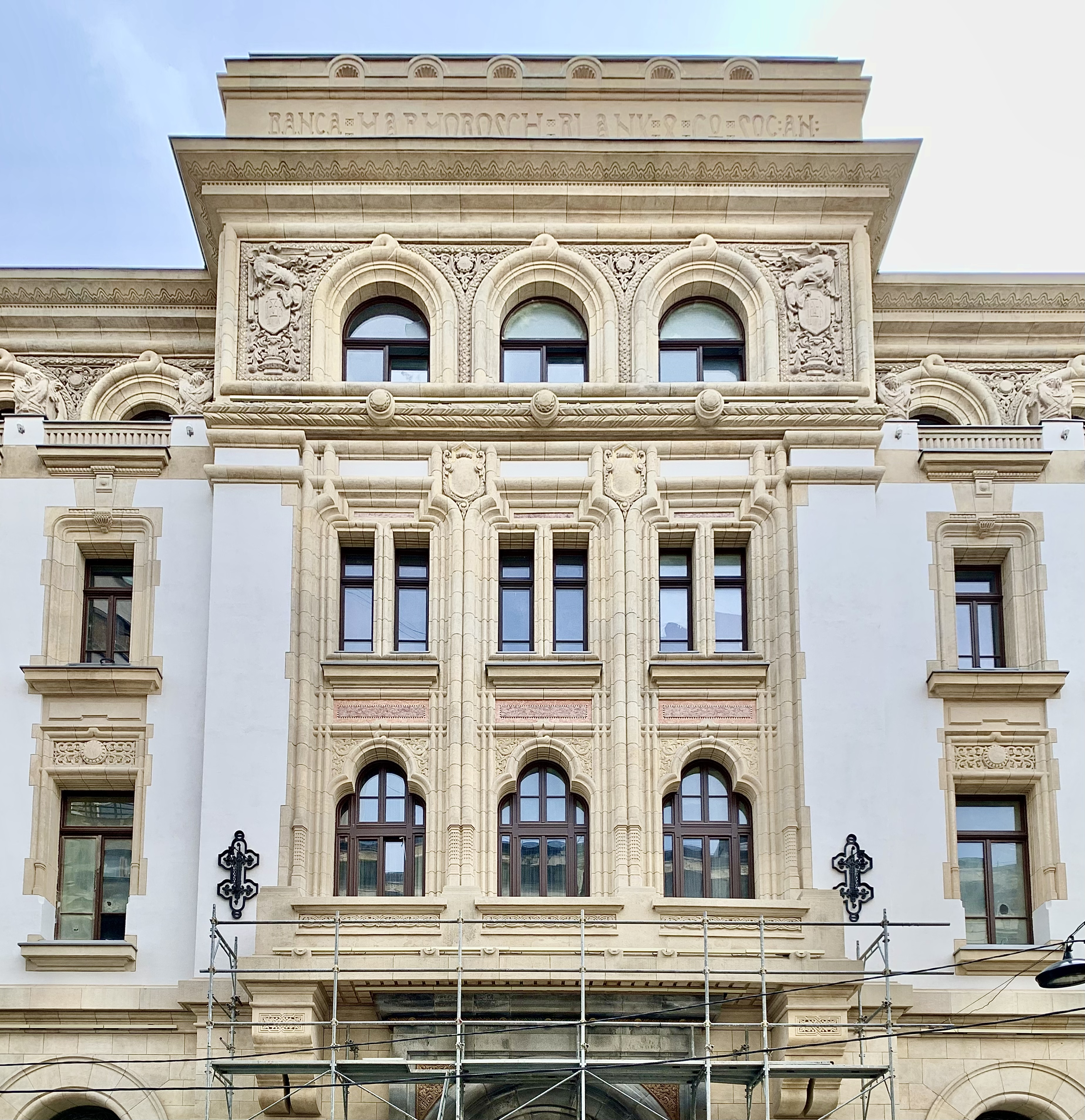
Parte a fațadei Palatului Băncii Marmorosch Blank (București), 1915-1923, de Petre Antonescu
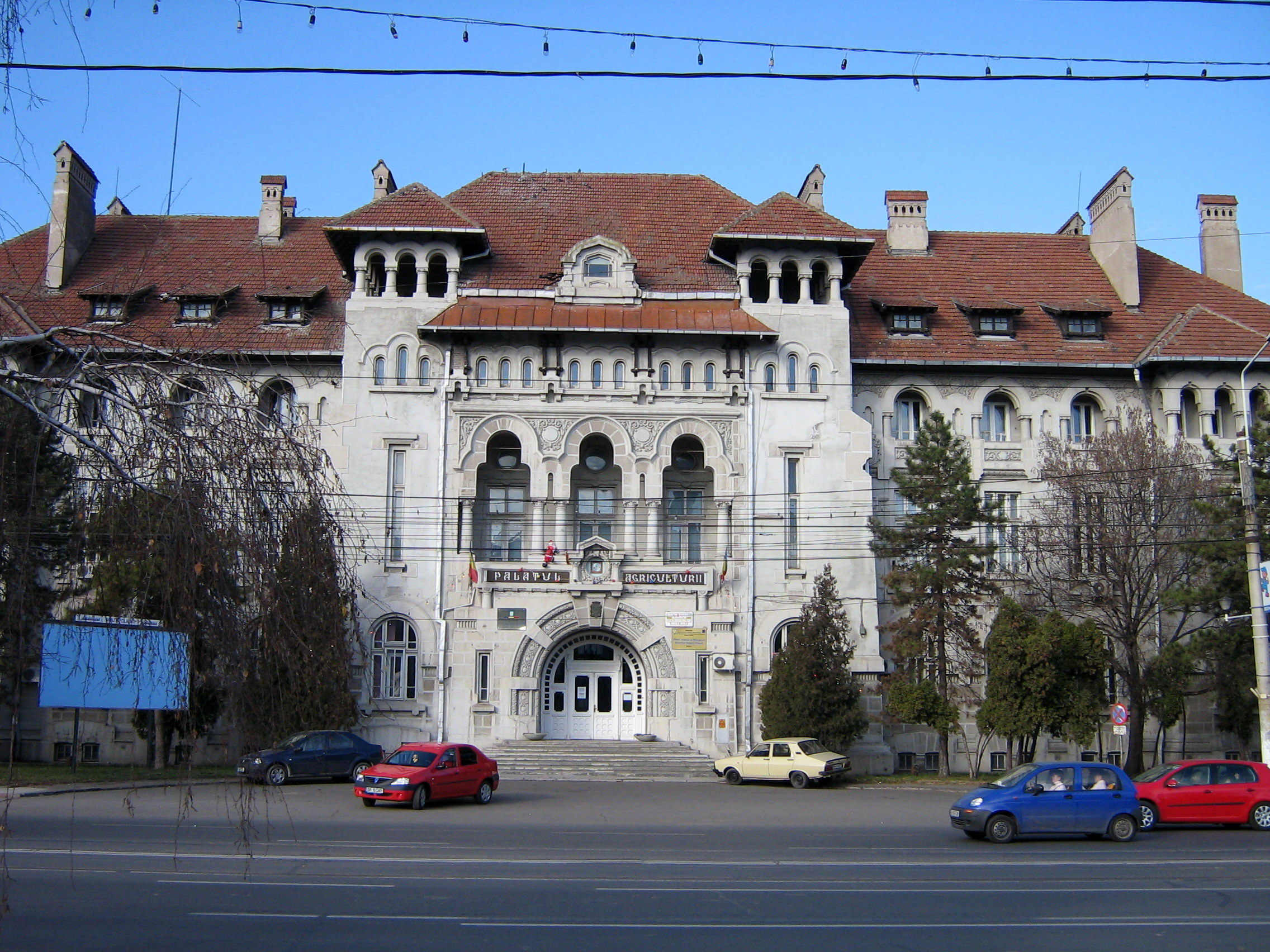
Palatul Agriculturii (Brăila), 1923-1929, de Florea Stănculescu
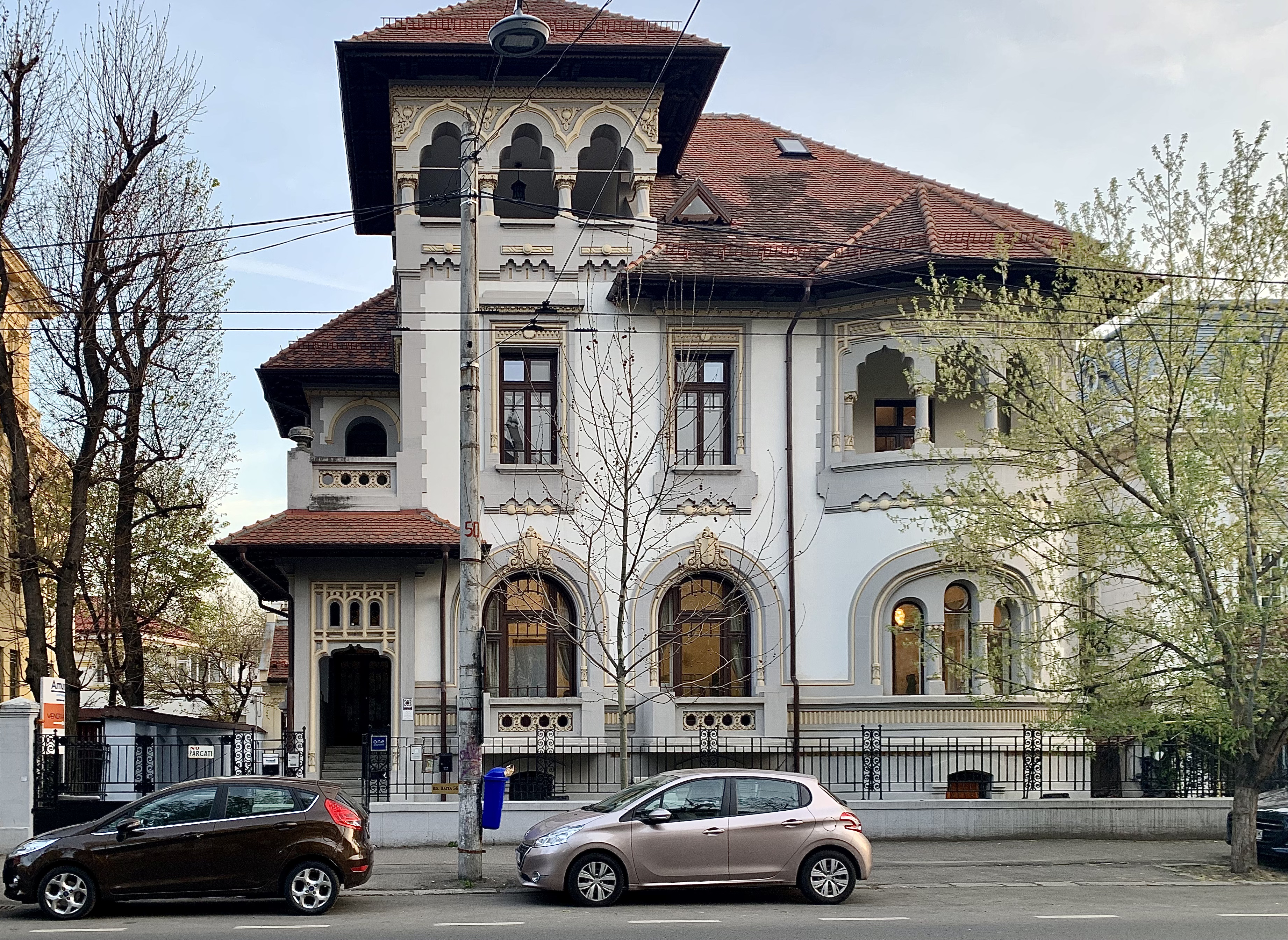
Casa C.N. Câmpeanu de pe Bulevardul Dacia (București), c.1923, de Constantin Nănescu

#### Art Nouveau
Construcții Art Nouveau, stil specific aniilor 1900 se pot găsi în Transilvania, având influențe ale secesionismului vienez, exemple putând fii: Palatul Culturii din Târgu Mureș terminat în 1913 (de arhitecții Jacab Dezso și Marcel Komor). Curentul Art Nouveau francez, va fi mai prezent în fostul regat, unde putem întâlni ce exemple Hotelul Athenée Palace și Cazinoul din Constanța.

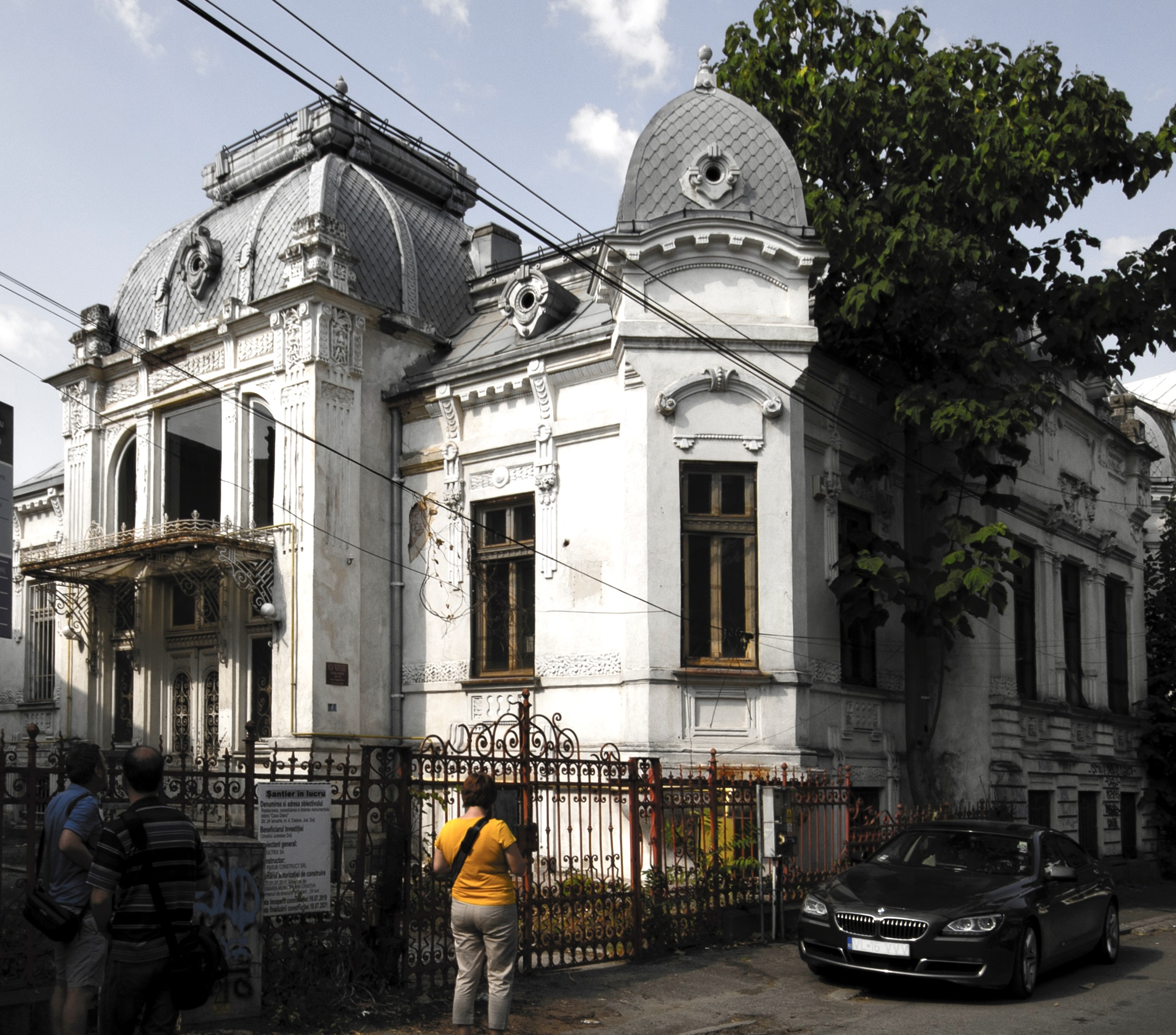
Casa Dianu (Craiova), 1900-1905, arhitect necunoscut
Casa Dinu Lipatti (București), 1902, de Petre Antonescu,[9] combinație de neobaroc cu Art Nouveau
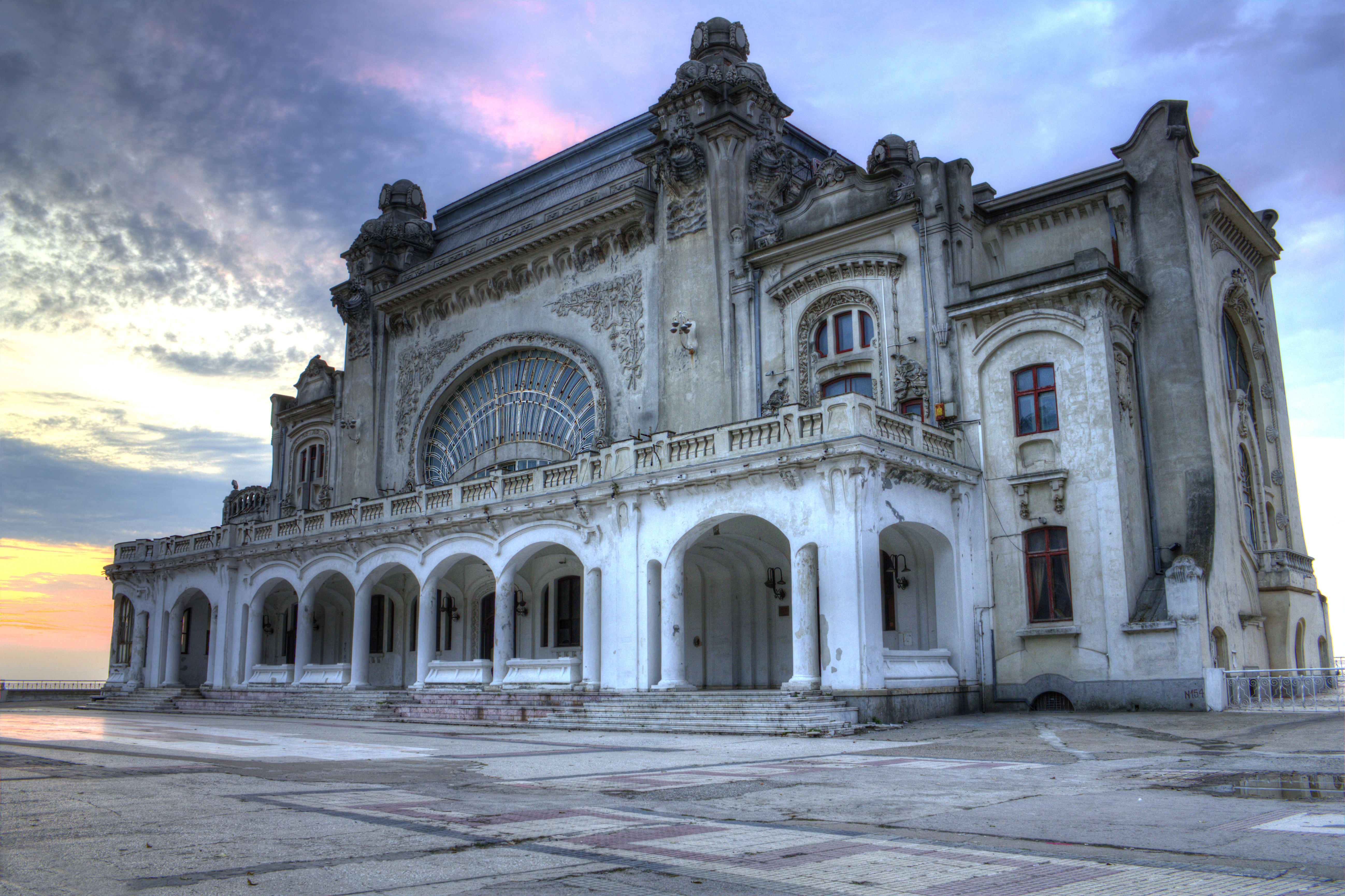
Cazinoul din Constanța, 1905-1910, de Daniel Renard și Petre Antonescu
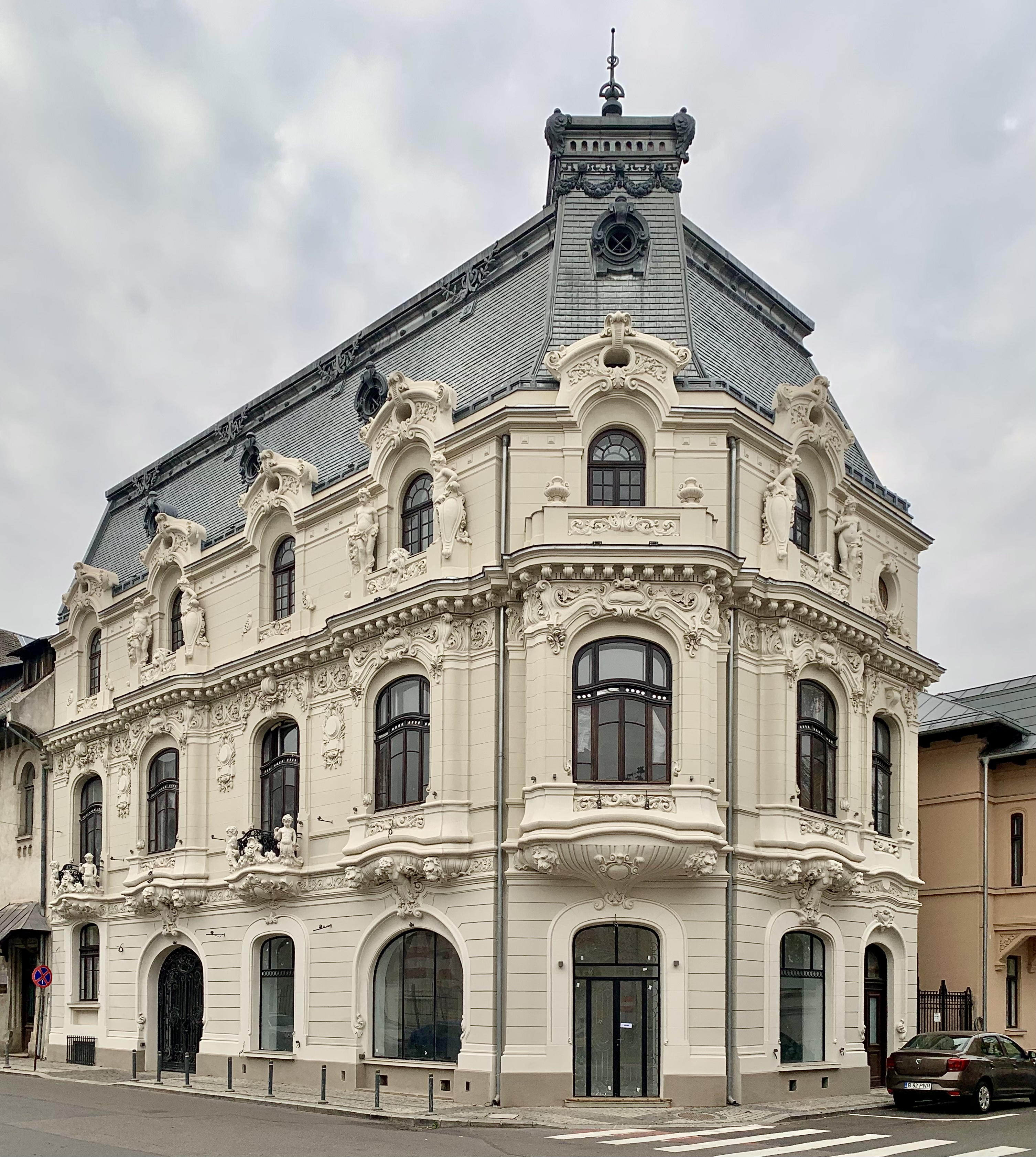
Casa Mița Biciclista (București), combinație de neobaroc cu Art Nouveau, 1908, Nicolae C. Mihăescu

### Sculptura
Sculptura în arta medievală românească pune accent pe decorațiuni. După mijlocul secolului al XIX-lea, se dezvoltă în România sculptura ronde-bosse. Karl Storck, german la origine se stabilește în București și având un stil neoclasic, realizează o operă variată, remarcându-se în portretistică („portretul lui Theodor Aman”) dar realizând și numeroase monumente, cum ar fi: „Domnița Bălașa”, „Spătarul Mihail Cantacuzino” (București). Acest sculptor are o contribuție deosebită în ceea ce privește începuturile învățământului academic, predând la catedra de sculptură din București. Fiul său, Carol Storck fiind elevul acestuia, își va continua studiile în Italia și Statele Unite ajungând astfel la un nivel profesional de invidiat. Carol Storck creează portrete („B. P. Hasdeu”), alegorii („Progresul”, „Electricitatea”), și sculptură monumentală („Carol Davilla”).
Ion Georgescu, fiind și el elev al Școlii de Arte Frumoase din București, realizează portrete într-un mod realist datorită unor vaste cunoștințe anatomice(„Actorul Mihail Pascaly”), dar are și înclinații spre romantism („Copiliță rugându-se”). Acesta are realizări și în domeniul sculpturii monumentale, creând statuia lui „Gheorghe Lazăr” din Piața Universității din București și statuia lui „Gheorghe Asachi” de la Iași, dar și figuri alegorice precum „Justiția” și „Agricultura” de la Banca Națională din București. Un oponent al neoclasicismului lui Georgescu este Ștefan Ionescu-Valbudea, ce pune accent pe anatomia umană, caracterizată prin forță și dramatism. Dintre lucrările sale se remarcă „Mihai Nebunul” și „Speriatul” fiind tratate cu un modelaj nervos, anticipând opera îndrăzneață a lui Paciurea.
Un alt sculptor, Wladimir Hegel de origine poloneză, stabilit în București realizează câteva lucrări importante printre care se numără și „Monumentul pompierilor din Dealul Spirii” din București. Acesta, în calitate de profesor îi va avea ca elevi pe Dimitrie Paciurea și Constantin Brâncuși.

### Pictura

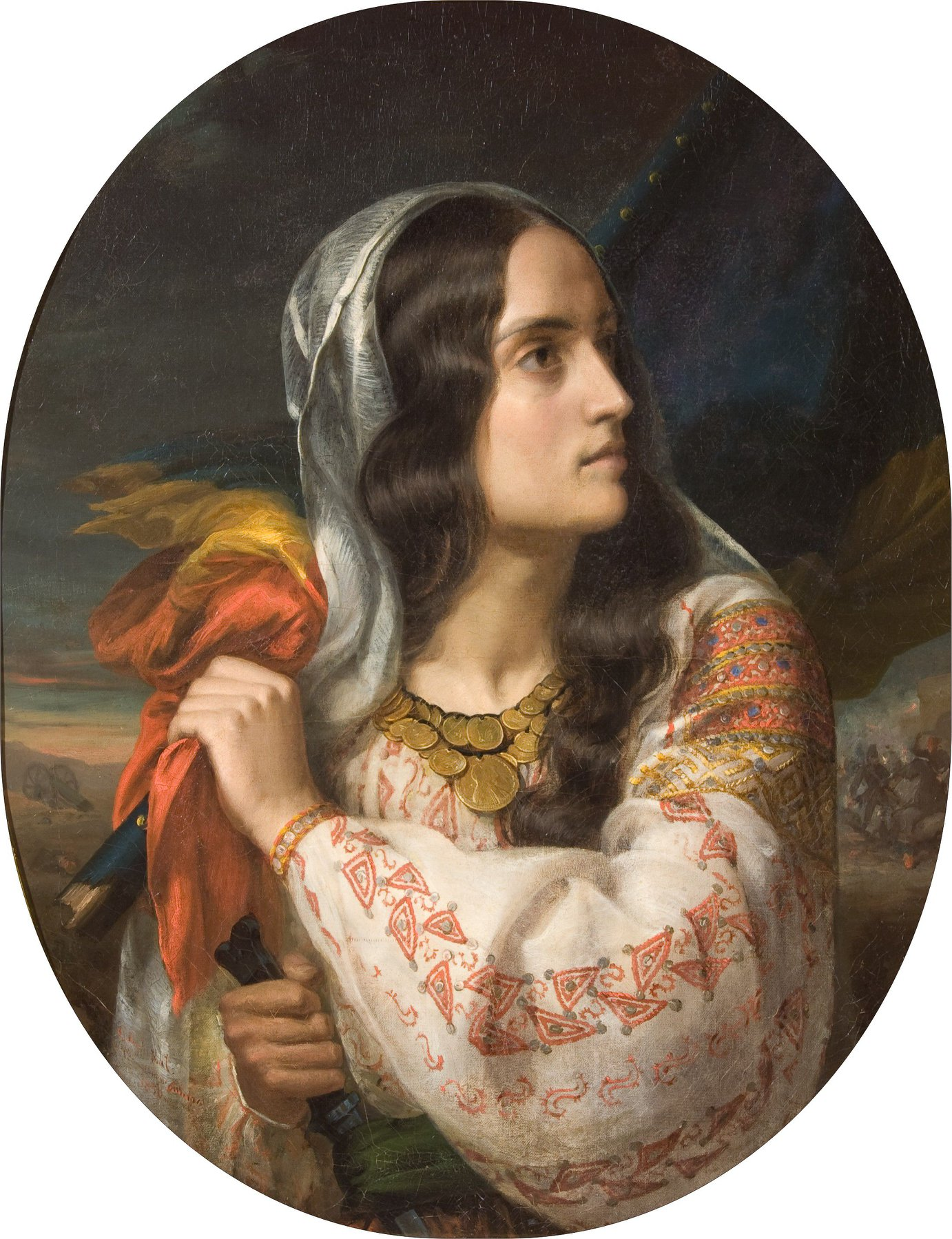
„România Revoluționară” de C. D. Rosenthal

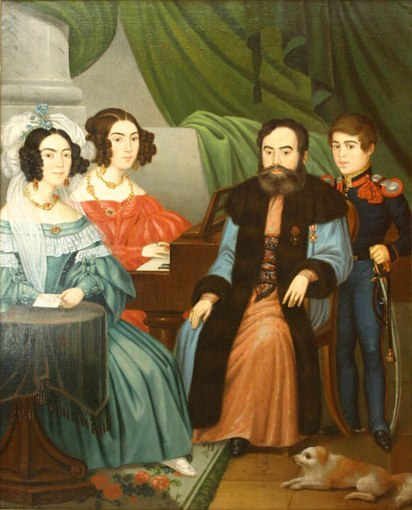
Familia vornicului Vasile Alecsandri de Nicollo Livaditti

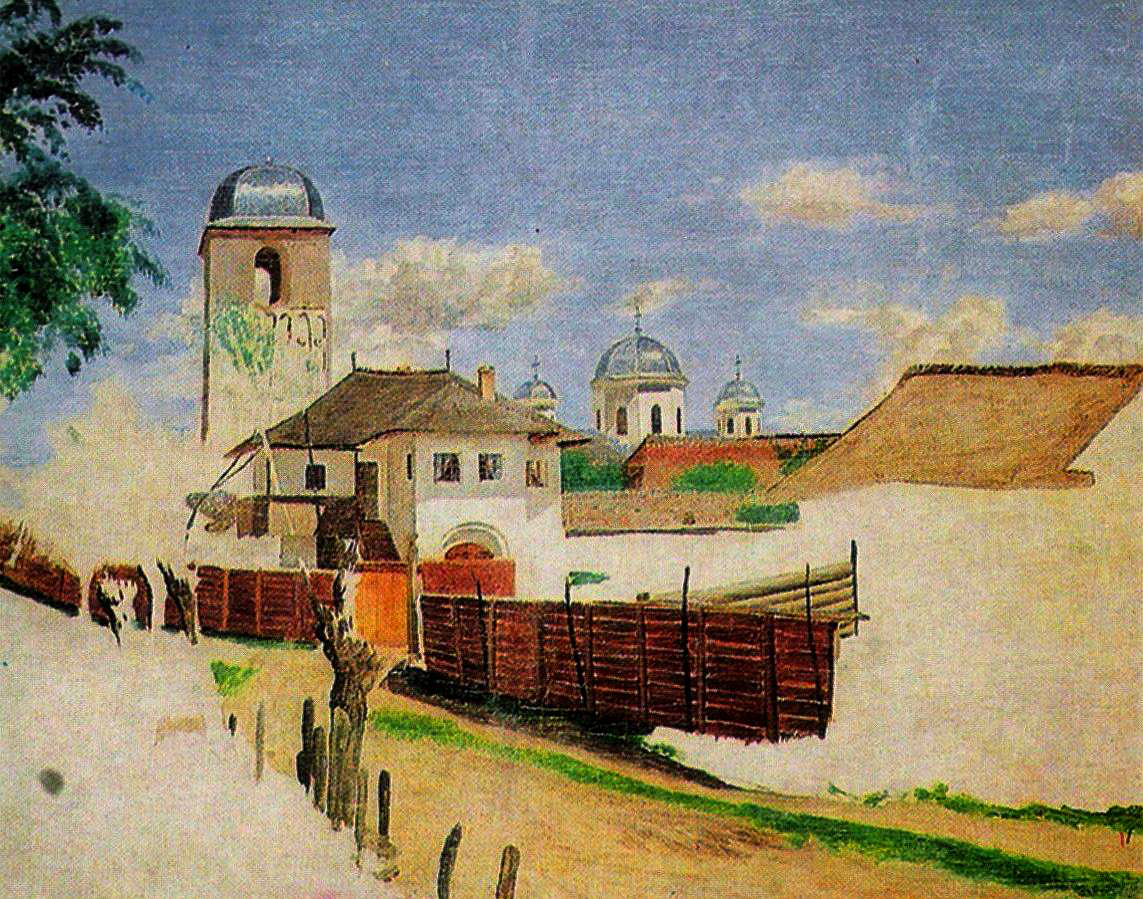
„Bărăția din Câmpulung” de Ion Negulici

La începutul secolului al XIX-lea, își face simțită prezența tradiția occidentală și pe meleagurile românești. În pictură această tradiție este confirmată prin numărul mare de portrete. La sfârșitul secolului al XVIII-lea pictorii se diferențiază de vopsitorii de tot felul, astfel ei sunt numiți „zugravii de subțire” iar ceilalți „zugravii de gros”. Pictorii de pe meleagurile României provin din rândul iconarilor, al foștilor pictori de biserici sau din pictorii străini experimentați în țările de unde provin. Portretele realizate de „zugravii de subțire” sunt hieratice,  prezentând naivități de desen și în general convenționalism. Spre deosebire de pictură, arta grafică este mai detailată insistând pe realizarea detaliului în vestimentație, fie orientală sau occidentală. Lucrările realizate în această perioadă erau în mare parte anonime deoarece, autorii nu își puneau semnătura neavând conștiința paternității artistice. Se fac remarcați la începutul secolului al XIX-lea pictori ca Nicolae Polcovnicul(„Autoportret”), Ion Baromir, Eustatie Altini îmbrățișând neoclasicismul vienez și având calități de colorist, Giovanni Schiavoni stabilit o perioadă la Iași realizează chipul unui personaj, cum este „Vornicul Burada”, stăpânind foarte bine știința clarobscurului. Un merit deosebit îl are un alt reprezentant al școlii italiene pe nume Niccolò Livaditti ce introduce și la noi portretul de grup („Familia Vornicului Alecsandri”). Cehul Anton Chladek lucrează portrete folosind o tehnică miniaturală, dar este cunoscut și prin faptul că va avea printre ucenicii săi și pe Nicolae Grigorescu.
În prima jumătate a secolului XIX, în domeniul învățământului artistic, apar și în România, primele inițiative. Astfel, Gheorghe Asachi inaugurează „clasul de zugrăvie” de la Academia Mihăileană din Iași recomandându-le pictorilor, realizarea „tabloanelor istorice”. La Colegiul „Sfântul Sava” din București, la catedra de desen se află Carol Valstain ce a realizat „Portret în albastru” stabilind o armonie de tonuri reci. În anul 1848 în momentele de entuziasm ale revoluției, pictura românească fiind influențată de romantism, trece printr-o schimbare la nivelul transmiterii mesajului artistic. Alt pictor este și Constantin Daniel Rosenthal ce va fi cunoscut prin realizarea tabloului alegoric „România revoluționară”, creând „o figură eroică, nobilă și blândă” sursa citării necesară. Ion Negulici, renumit în arta portretului („N. Bălcescu”, „C. A. Rossetti”) realizează o lucrare deosebită prin prospețimea culorilor numită „Bărăția din Câmpulung”. Barbu Iscovescu printre lucrările sale cele mai cunoscute, întâlnim și portretele unora dintre conducătorii revoluției cum ar fi „Avram Iancu”.

#### Academismul

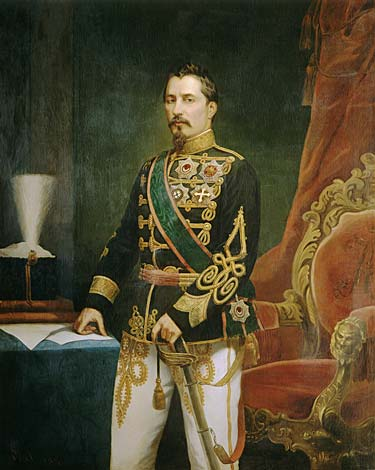
Alexandru Ioan Cuza de Carol Popp de Szathmary.

Stilul academic pătrunde încet încet pe la mijlocul secolului al XIX-lea și în România, deși în pictură se regăsesc și elemente venind dinspre Romantism sau Realism. Deși există o paletă mare a genurilor, portretul rămâne încă de actualitate. Un important pictor academist român este Gheorghe Tattarescu care mai întâi ca „zugrav de subțire” își arată interesul pentru portretism. Fiind atras de arta academică de factură clasică și formându-se în spiritul frumosului ideal dobândit prin absolvirea „Academiei di San Luca” din Roma, reîntors în țară relizează numeroase compoziții mitologice și religioase („Agar în deșert”), dar și numeroase ansambluri de pictură murală bisericească. O compoziție deosebită este „Deșteptarea României”, transmițând cu generozitate idealuri naționale este tratată cu mai puțin interes. Tattarescu este capabil de a transmite sentimente deosebite prin lucrările sale pline de prospețime cum sunt „Portretul lui Bălcescu” sau „Peștera Dâmbovicioara”. În a doua jumătate a secolului XIX, artiști români acordă o importanță momentului Unirii Principatelor, un exemplu fiind compoziția istorică a ardeleanul Constantin Lecca numită „Uciderea lui Mihai Viteazul”. Constantin Lecca ca și pictorul Mișu Popp, pictează portrete feminine punând în valoare sufletul feminin. Gh. Panaiteanu-Bardasare, un alt pictor important școlit la Academia din München, dobândind un stil de pictură de o corectitudine „pedantă și rece” sursa citării necesară înființează Școala de Arte Frumoase din Iași. Tot în sfera academismului găsim și pe „Carol Popp de Szathmary” pictor și grafician cu înclinații romantice. Față de Tattarescu, acesta pune accent pe observarea directă a realității și realizează în picturile sale aspecte pline de pitoresc surprinse în târgurile sau bâlciurile, oamenii și monumentele surprinse în călătoriile sale prin țară sau orient, folosindu-se de creion sau aparatul de fotografiat.

##### Theodor Aman (1831-1891)
O importanță deosebită pentru pictura românească este Theodor Aman (1831-1891) fiind un artist desăvârșit cu studii academice la Paris și cu succese deosebite cum ar fi în 1853 „Autoportretul” și compoziția „Bătălia de la Oltenița” din 1854. Aman este interesat de tehnicile artistice ale picturii, gravurii sau sculpturii folosind toate genurile din pictura secolului al XIX-lea. Respectă normele compoziției academice și pictează evenimente istorice, exemplu fiind „Izgonirea turcilor la Călugăreni” și „Vlad Țepeș și soli turci”, dar și lucrări inspirate din evenimentele contemporane cum este „Hora Unirii la Craiova”. Fiind foarte talentat a putut să abordeze diverse modalități de tratare, moderne, realiste, romantice, și chiar preimpresioniste. Ca desenator, Theodor Aman este apreciat datorită manierei asemănătoare neoclasicilor ce finisau fiecare formă în parte și subordonau culoarea desenului, exemplu fiind compoziția neterminată „Boierii surprinși la ospăț de trimișii lui Vlad Țepeș”. Pictorul fascinat de stilul de viață al bucureștenilor, pictează petrecerile date în atelierul său, realizând o adevărată cronică mondenă pictată. Exemple de astfel de picturi sunt:„Petrecere cu lăutari”, „Bal mascat în atelier”, „Serată”, „Dama cu câinele”, „La fereastra atelierului cel mic”. Viața la țară este o altă temă abordată de pictor, realizând lucrări de mici dimensiuni în care personajele sunt plasate în mijlocul peisajului căpătând prospețime datorită libertății pensulației și luminozității culorilor. Exemple pot fi: „Hora la Aninoasa”, „Glume de peste Olt”, „În grădina pictorului”, sau „Siestă în grădină”. Datorită faptului că gravura autohtonă era la început, Aman abordează și această secție artistică și învață tehnicile reușind lucrări deosebite în acvaforte („Autoportret”, „Țăran cu căciula în mână”). Artistul are un merit deosebit și în învățământ deoarece înființează în București în anul 1865 „Academia de Belle-Arte” pe care o va conduce timp de peste 25 de ani. El organizează „Pinacoteca Statului” și tot el inițiază expoziții colective ca la Paris, prima fiind „Expoziția artiștilor în viață” din 1865.

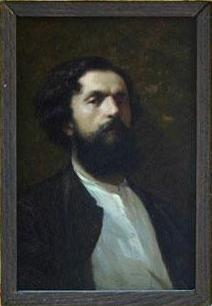
Theodor Aman (Autoportret)
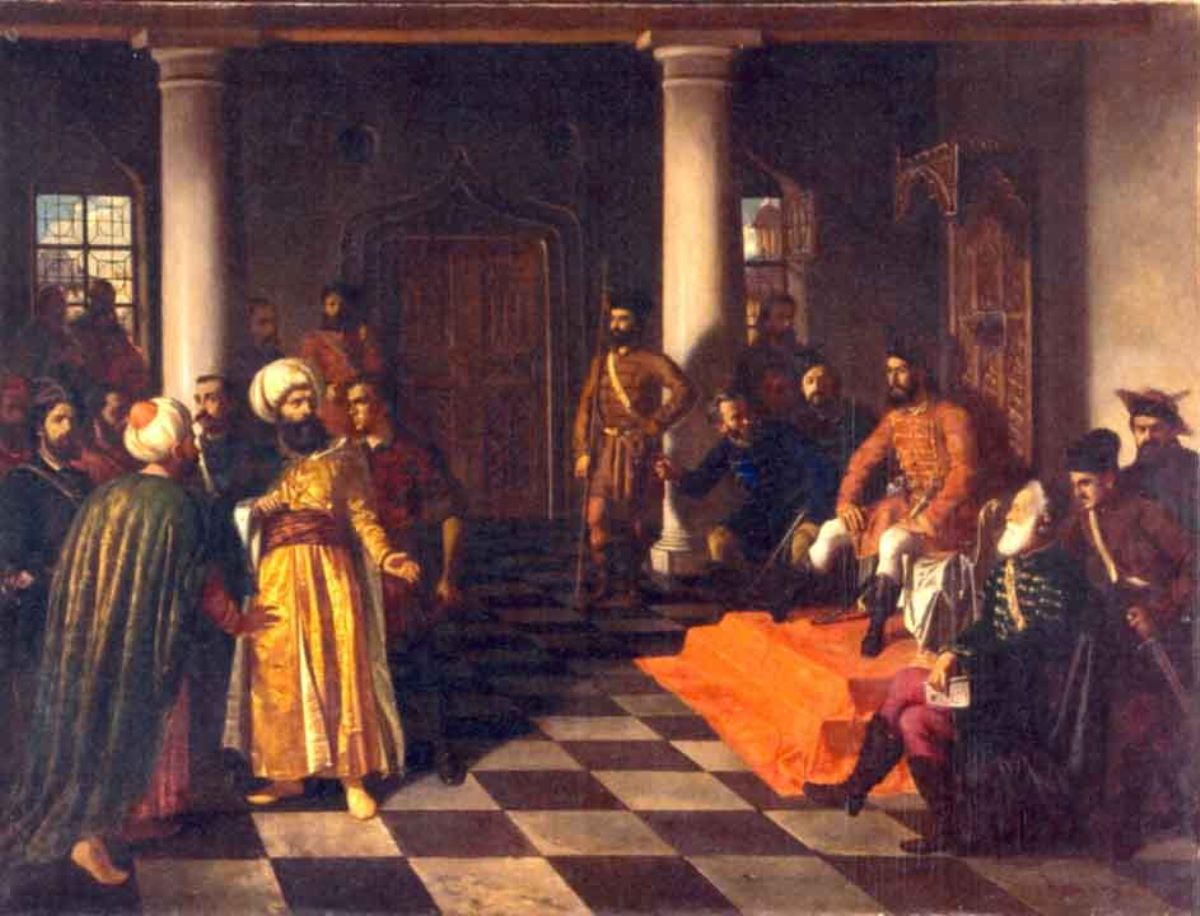
„Vlad Țepeș” și soli turcicii
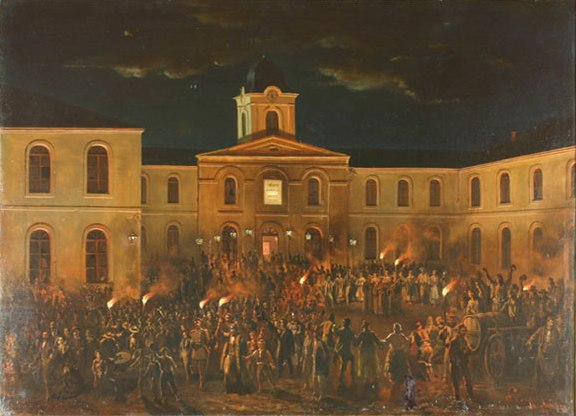
Hora Unirii la Craiova
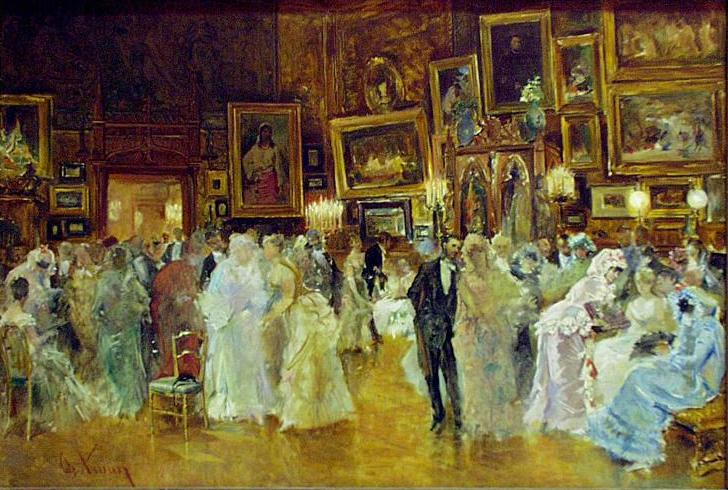
Bal mascat în atelier
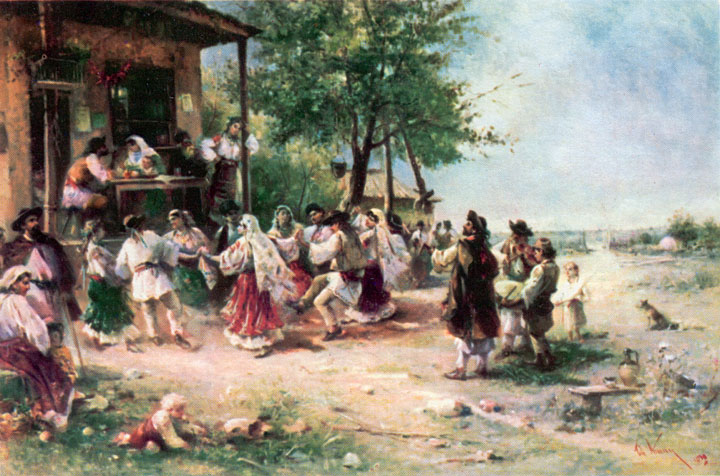
Hora de la Aninoasa
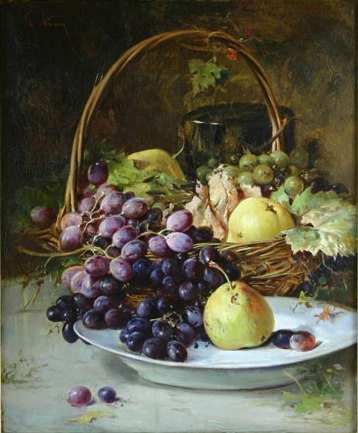
Coș cu fructe
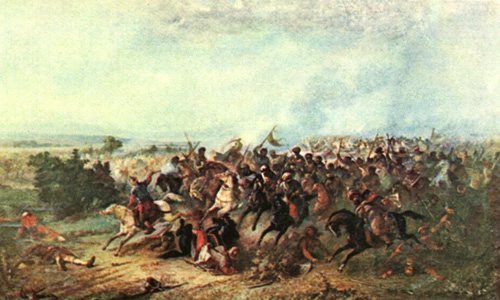
Izgonirea turcilor la Călugăreni
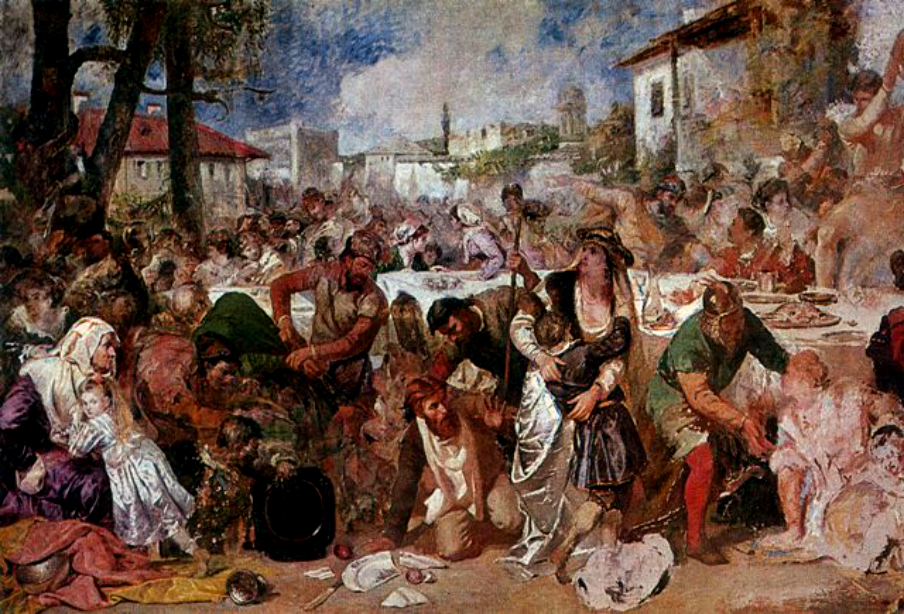
Boierii surprinși la ospăț de trimișii lui Vlad Țepeș (lucrare neterminată)

##### Nicolae Grigorescu (1838-1907)
Un alt mare pictor român, Nicolae Grigorescu (1838-1907), aduce un suflu nou în pictura românească. Până la vârsta de 23 de ani, Grigorescu picta icoane (Căldărușani) și biserici (Agapia). În 1861, ajunge la Paris cu o bursă de studii devenind elev al Școlii de Belle-Arte și studiind conștiincios pe marii maeștri cum ar fi Rembrandt, Rubens sau Géricault. Pictorul inițiază un nou mod de a gândi plastic fiind mai aproape de peisajul plein-air-iștilor de la Barbizon. Totodată este influențat și de pictura lui Millet, Corot sau Courbet el realizează un stil personal contopind stilurile celor trei. Experiența acumulată face ca Grigorescu să fie un deschizător de drumuri din punct de vedere al viziuni, un exemplu fiind lucrarea „Paznicul de la Chailly” (1867) punând accent în principal pe trăirile sufletești ale personajelor. Cea mai importantă schimbare se evidențiază în peisaj, stil nepracticat înainte de plecarea în Franța și foarte rar abordat de înaintașii săi, dar care îl va urma în întreaga activitate. Noul stil al lui Grigorescu constă în delimitarea formelor plastice de pete de culoare și nu de linie utilizând o pensulație rapidă și energică. Cu timpul stilul se perfecționează ajungând a fi o variantă proprie a plein-air-ismului deosebindu-l de cel al barbizoniștilor cât și de cel al impresioniștilor. În 1877, Grigorescu este prezent pe front ca reporter unde realizează o compoziție istorică  („Atacul de la Smârdan”) punând în valoare mișcarea unui personaj din câteva linii. Ca peisagist Grigorescu nu urmărește specificul etnografic ci sugestiile plastice. Peisajul realizat de acesta are o tentă lirică înfățișând seninătatea verilor toride de pe meleagurile românești luminate puternic, determinând un univers ireal. Importanța luminii în peisajele grigoresciene este deosebită subordonând componența limbajului plastic și anume forma, culoarea și spațiul. Față de motivele din nordul Franței pictate în tonuri intense, folosind pensulația energică, peisajele din România sunt realizate cu o tendință de a așterne o „surdină” ce se va accentua o dată cu scurgerea timpului. La bătrânețe Grigorescu pictează care cu boi sau ciobănași, reluând astfel subiectele sale de succes. Tehnica folosită dă posibilitatea artistului de a pune în evidență pe pânză vibrațiile sentimentului. Lucrările mai cunoscute ale lui Grigorescu sunt: „Mocan”, „Vatra la Rucăr”, „Evreul cu Gâsca”, „Case la Vitré”, „Andreescu la Barbizon”, „Țărancă torcând”, „Întoarcerea de la târg” sau seria de autoportrete.

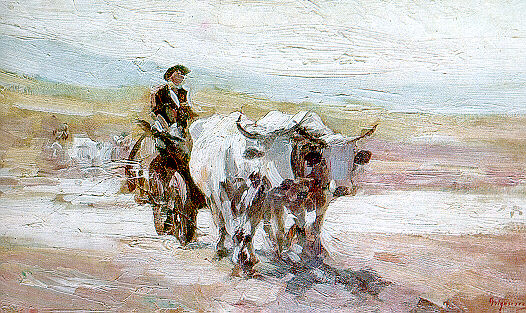
Car cu boi
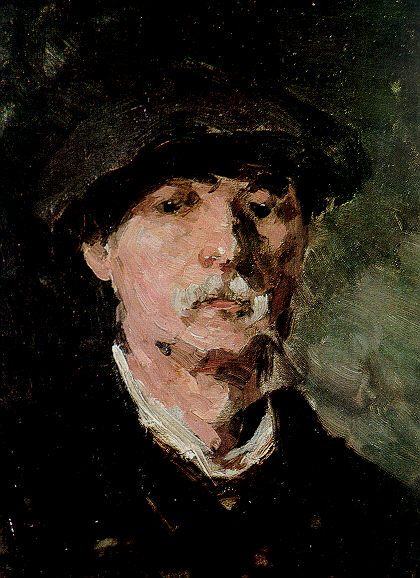
Autoportret
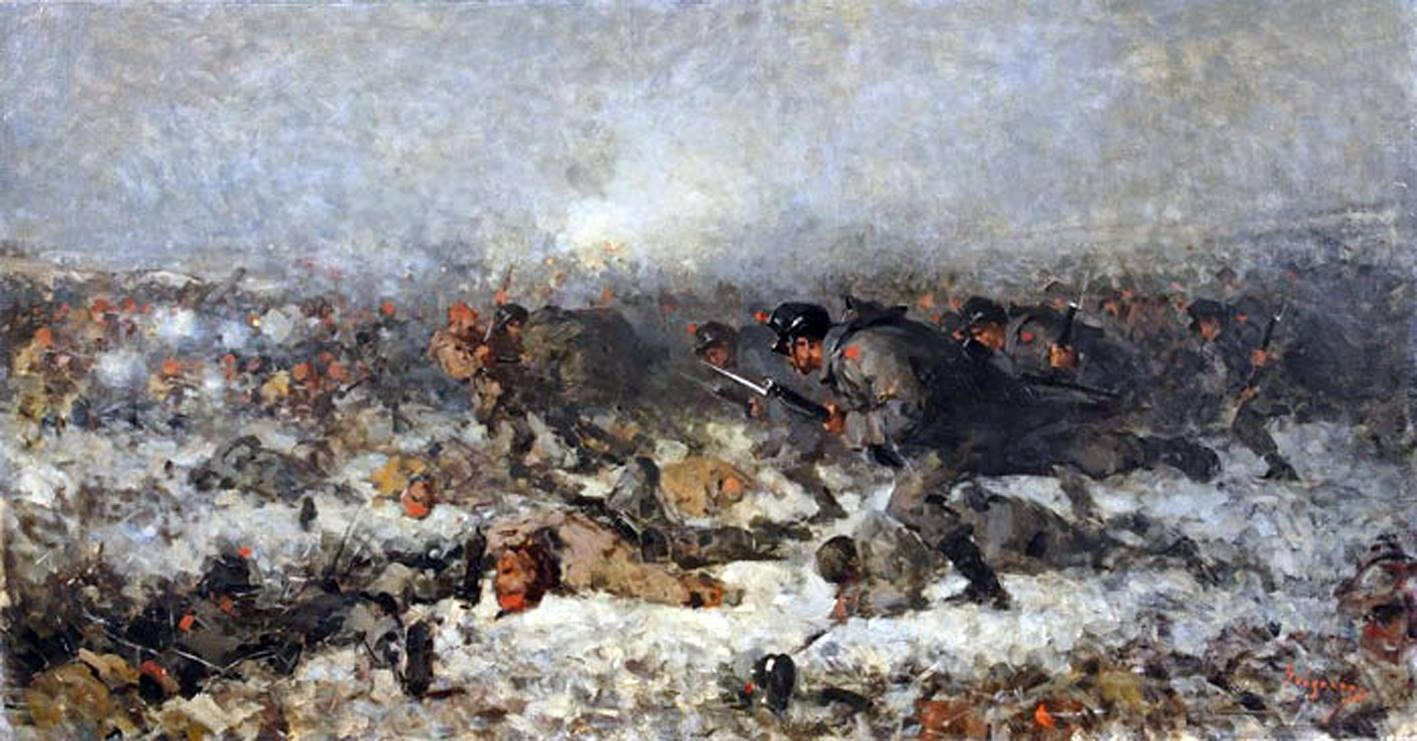
Atacul de la Smârdan
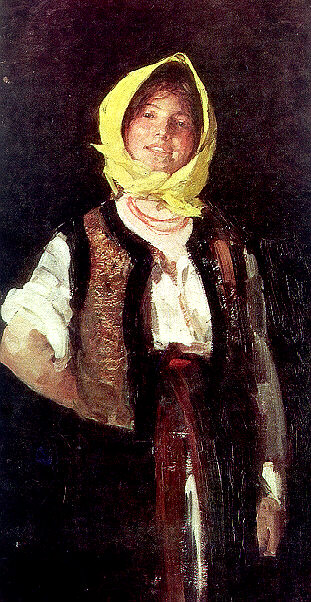
Țăranca voioasă
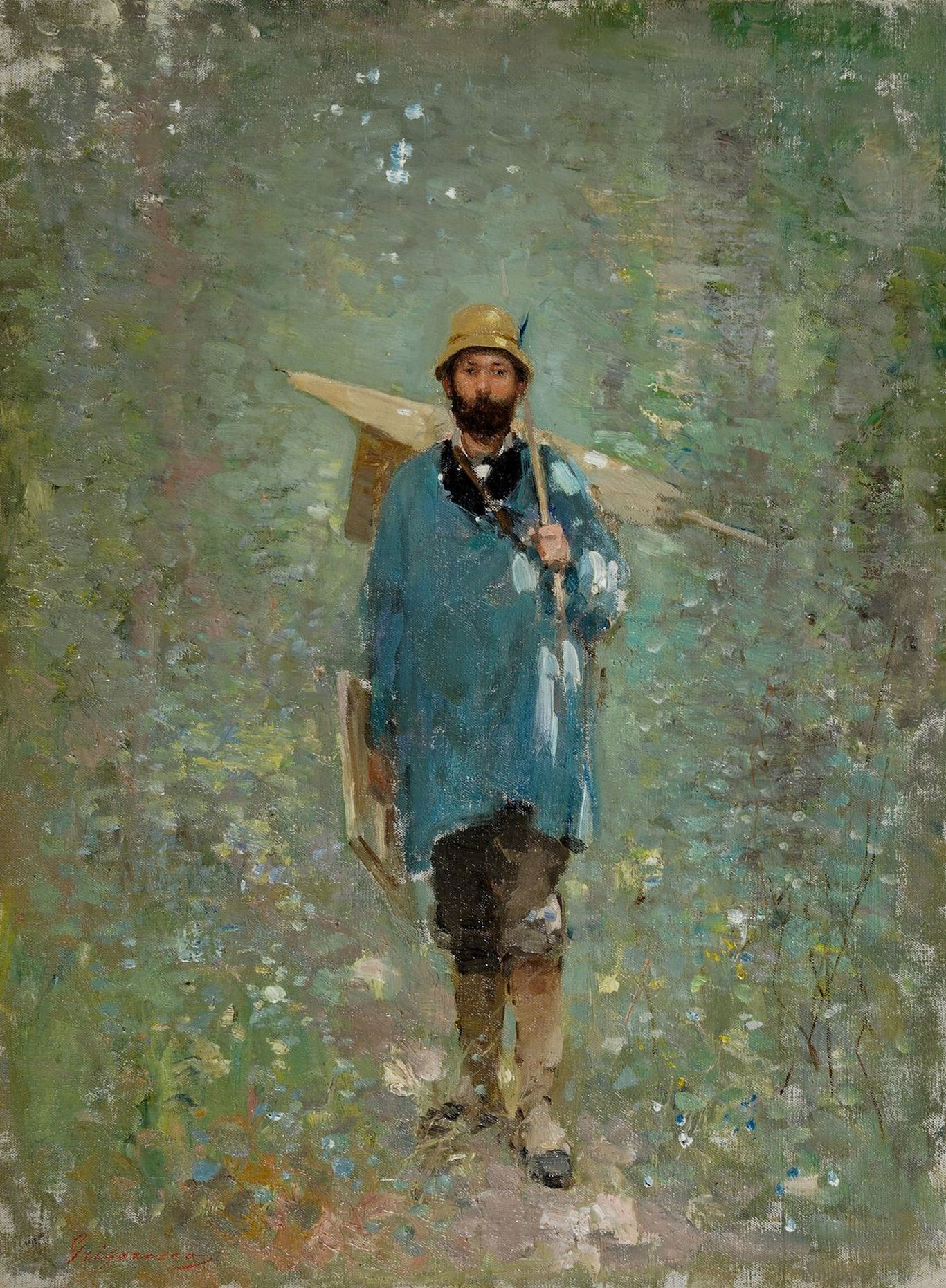
Andreescu la Barbizon
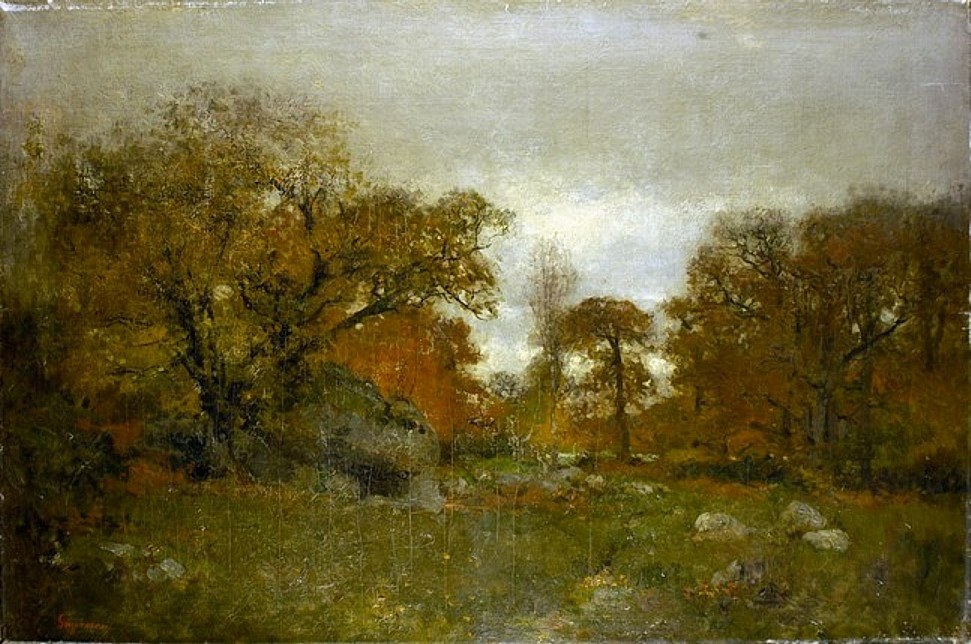
Toamna la Fontainebleau
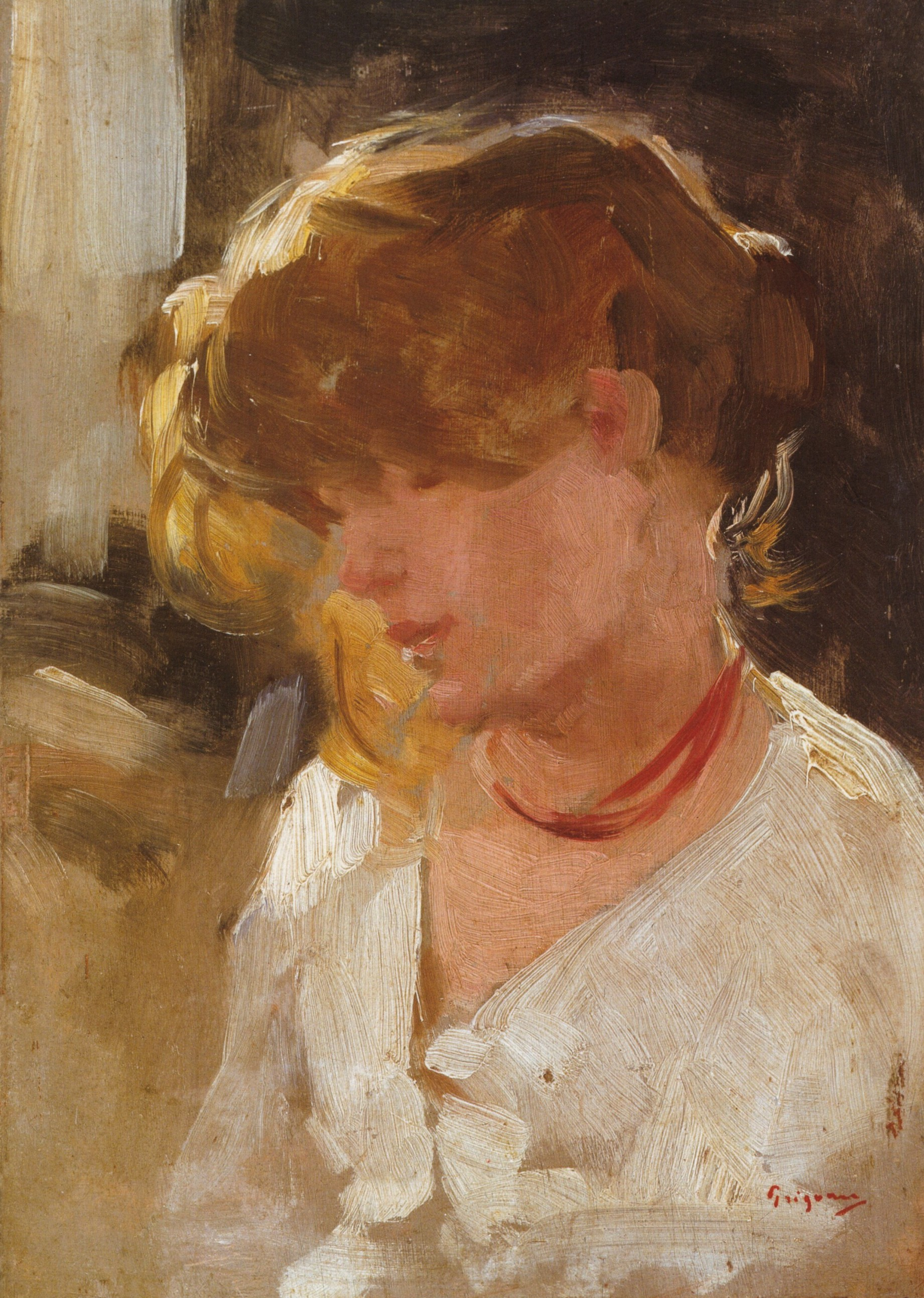
Cap de țărancă
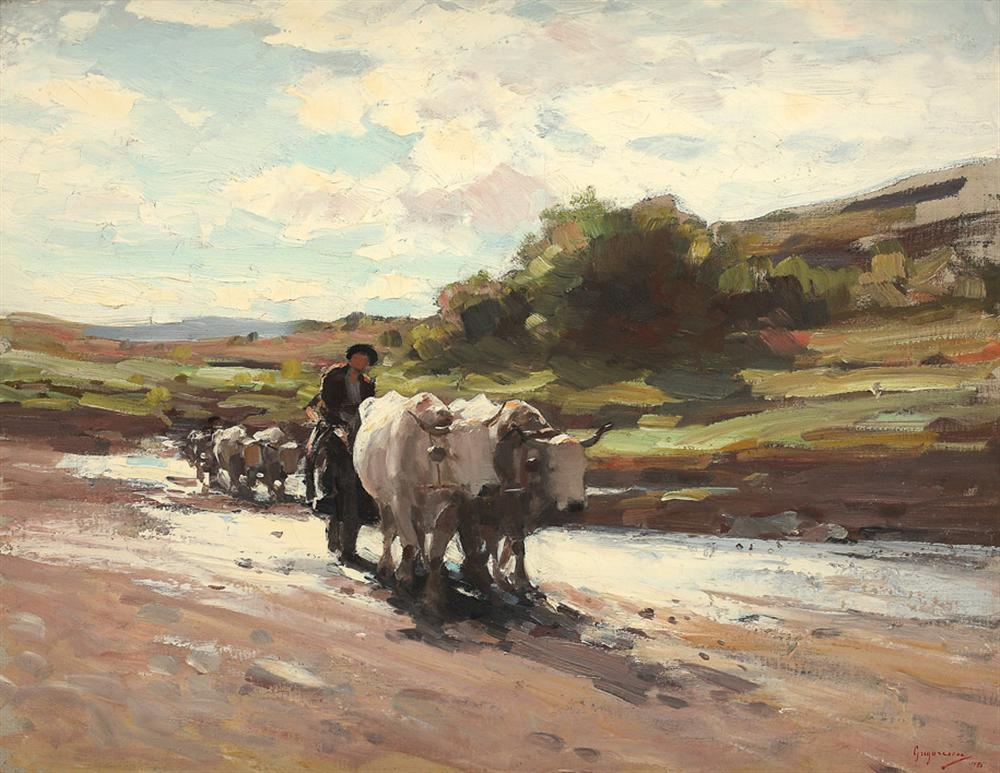
Car cu b

##### Ion Andreescu (1850-1882)
Absolvent al Școlii de Belle-Arte din București, acesta predă timp de șapte ani la Buzău fără a prevede viitorul său ca pictor. În pictură debutează mai întâi cu subiecte modeste, naturi moarte sau portrete, dar adevărata vocație a sa fiind ceea de peisagist, fiind descoperit de Grigorescu cu prilejul unei ample expoziții a acestuia la București în anul 1873. Ca peisagist mai întâi pictează imagini nesemnificative a marginilor de sat din preajma Buzăului. La Paris, ajunge în ultimii 3 ani ai vieții pentru a asimila noutatea în pictura momentului ca student al Academiei Julian. La îndemnul lui Grigorescu acesta va lucra mai mult la Barbizon decât în atelierele Academiei. Datorită contactului său cu stilul parizian, arta sa devine mai senină și capătă un dezechilibru sufletesc. Spre deosebire de peisagistica lui Grigorescu plină de lumină, înfățișând diverse aspecte de vară, Andreescu pictează peisaje din toate anotimpurile. Acesta abordează o tentă gravă și concentrată cu o dominantă rece. De remarcat este claritatea formei care nu se destramă sub influența luminii. Lucrările precum „Pădurea desfrunzită”, „Iarna în pădure”, „Stejarul”, „Iarna la Barbizon” exprimă personalitatea sa contemplativă, impresionând prin senzația că privirea noastră ne introduce într-un spațiu imens dar foarte tensionat. Datorită capacității sale de a pătrunde în adâncul lucrurilor și a lipsei de sentimentalism, Andreescu se deosebește atât de artiștii obișnuiți dar și de alți mari pictori.

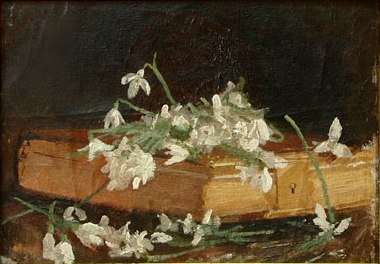
Ghiocei
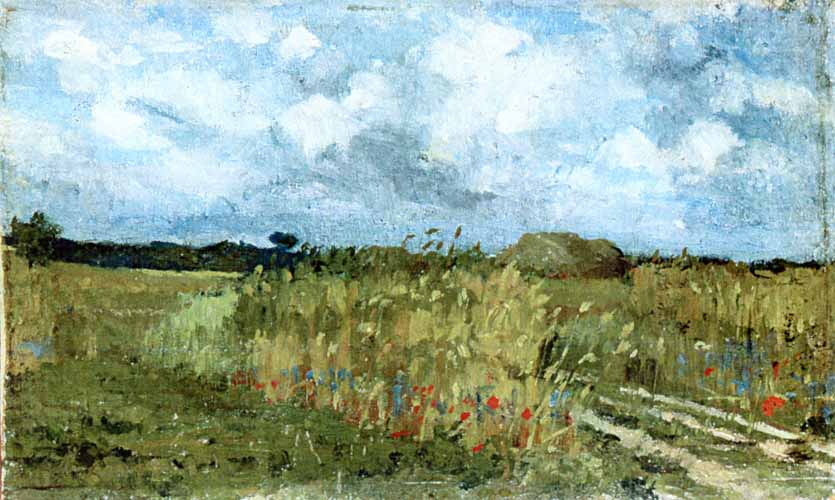
Câmp înflorit
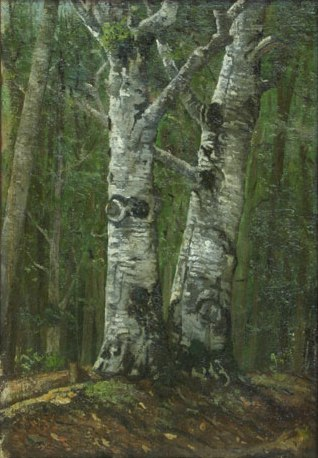
Pădure de fagi vara
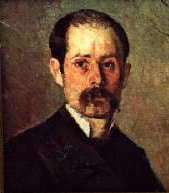
Autoportret
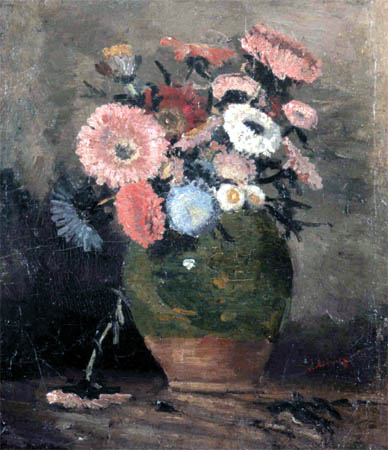
Crizanteme
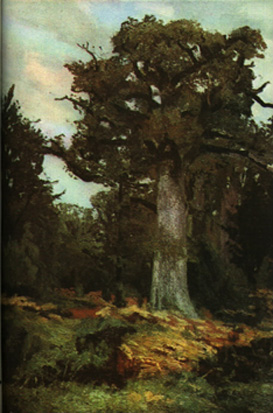
Stejar
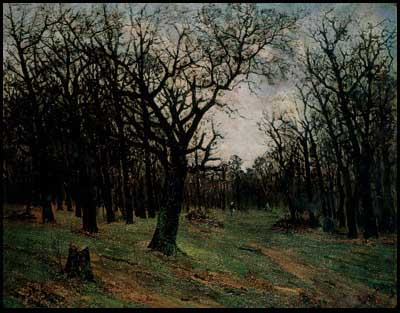
Pădurea desfrunzită
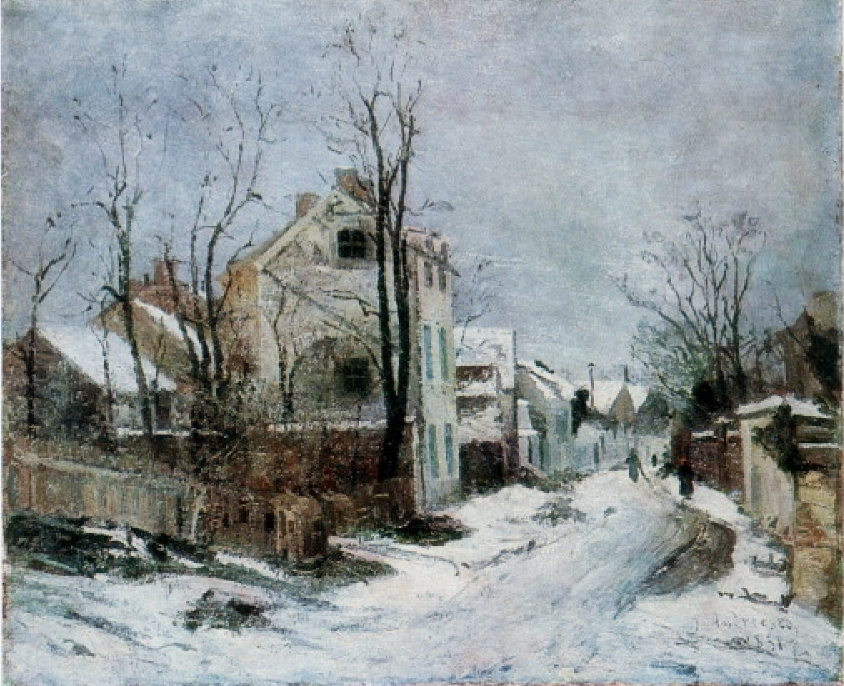
Iarna la Barbizon

## Arta românească în prima jumătate a secolului XX

### La Belle époque
De la sfârșitul secolului al XIX-lea până la intrarea României în primul război mondial se desfășoară perioada cunoscută în Europa sub numele de La Belle Époque. În această perioadă, tradiționalismul și modernismul sunt într-o aprigă confruntare. Arta anilor 1900 este arta artiștilor reveniți în țară după studiile făcute în Germania și Franța. Putem aminti pictori ca: Ștefan Luchian, Abgar Baltazar, Nicolae Vermont, Ipolit Strâmbu, Ștefan Popescu, Kimon Loghi sau Cecilia Cuțescu-Storck. Înainte de primul război mondial, în arta românească se regăsesc tendințe primitiviste, fove sau expresioniste și mai puțin cubiste. Una din problemele teoretice ale timpului era cea legată de „specificul național”.

#### Ștefan Luchian (1868-1916)
Pictor de excepție ce va fi un deschizător de drumuri în școala de pictură, Ștefan Luchian (1868-1916) aduce un aer de modernism de la München sau de la Paris. Se simte mai aproape de pictura grigoresciană decât de cea academică. Datorită contactului său cu tendințele din afara țării, reușind să vadă multe expoziții ale unor pictori de seamă, el revine în țară luptând împotriva academismului și artei oficiale. Are un rol important în organizarea „Expoziției artiștilor independenți” din 1896, dar și în cazul înființării societății „Ileana” ce avea ca scop răspândirea simțului artistic în România. În 1899 această societate își închide activitatea dar numele ei este preluat de o revistă de artă, la care Luchian este un colaborator activ. Datorită lui Luchian pictura românească va trece de impresionism apropiindu-se din ce în ce mai mult de postimpresionism. În 1901 pictorul realizează o lucrare deosebită numită „Safta florăreasa” ce are o încărcătură melancolică, fiind realizată în contururi lineare ce închid ferm suprafețele de culoare. Luchian realizează peisaje, portrete, naturi moarte, compoziții cu personaje dar și un număr important de pasteluri de o calitate artistică deosebită rămânând cel mai important artist român ce a folosit această tehnică. Artistul nu renunță în totalitate la tradiționalism ci păstrează elemente ale acestuia, combinându-le cu cele ale modernismului. Luchian este un iubitor al universului citadin, cunoscând lumea boemei bucureștene („Alecu literatu”, „Birt fără mușterii”) dar și, cea a mahalalei („Safta florăreasa”, „Spălătoreasa”, „Ghereta din Filantropia”, „Colț din strada Povernei”).
Vara obișnuia să plece din București în căutarea motivelor picturale la Brebu, Moinești sau Filipeștii de Pădure. Lucrări ca: „Fântâna de la Brebu”, „Moara de la poduri”, „Scrânciobul”, „Sălciile de la Chiajna”, toate realizate în culori pastelate ce absorb lumina albăstruie a cerului, dar fără ca forma să se piardă sunt capodopere ale genului. Luchian acordă un loc important în arta sa și florilor, dându-le viață și strălucire în lucrări precum: „Anemone”, „Cascada tăcută a culorilor”, „Scara cu flori”. O dată cu realizarea compoziției „Lăutul”, Luchian marchează o nouă etapă în pictura românească.
„Un tablou ca <Lăutul>, care prin valorile sale decorative poate fi socotit un veritabil testament plastic, îl anunță de fapt pe Pallady și pe Tonitza, acesta din urmă și mulți alți adoptând tipul de expresie plastică folosit de Luchian ...”—V. Florea
A pictat și autoportrete dar cel mai celebru este cel intitulat „Un zugrav”, acesta impresionând prin patetismul său.

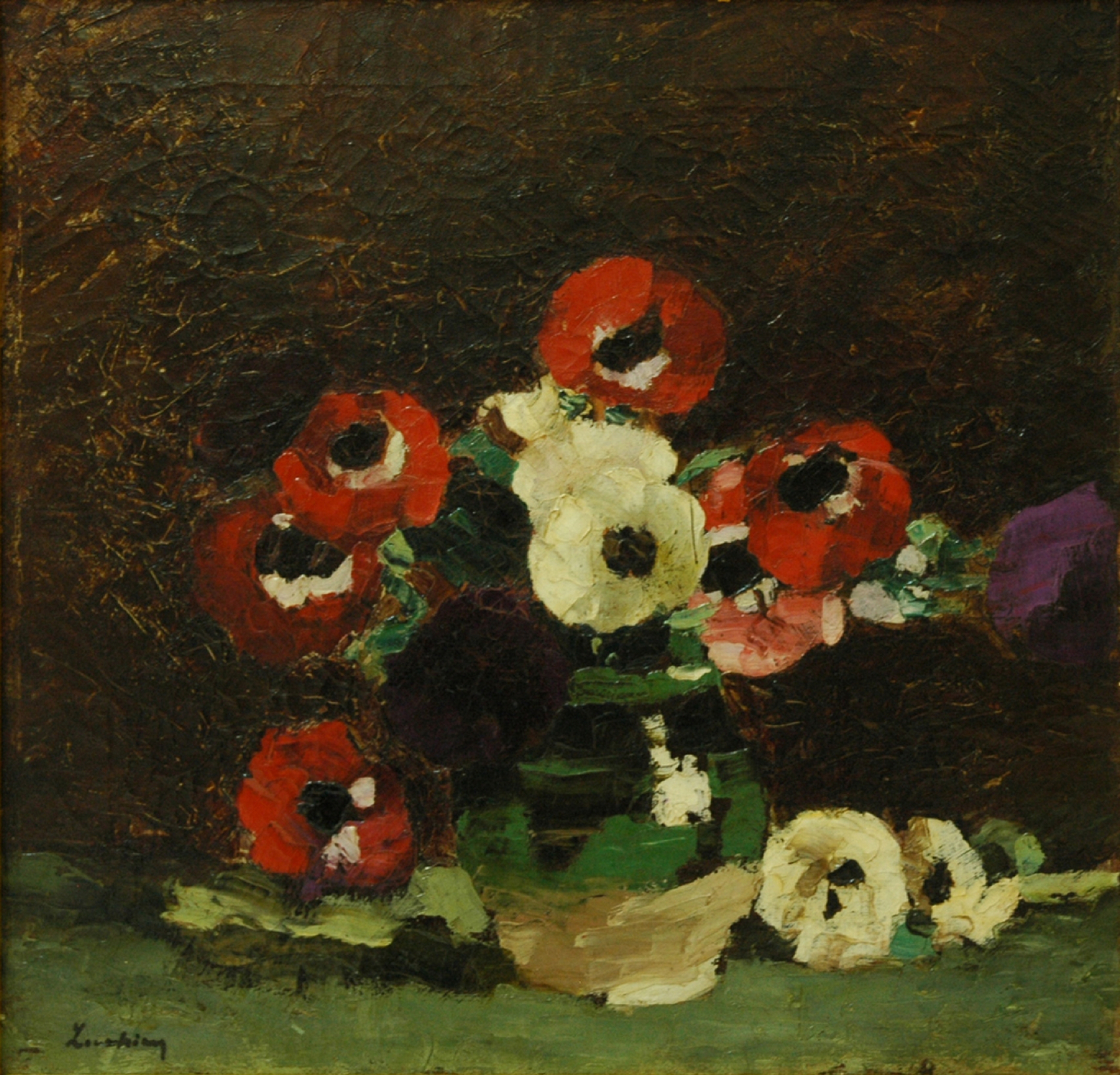
Anemone
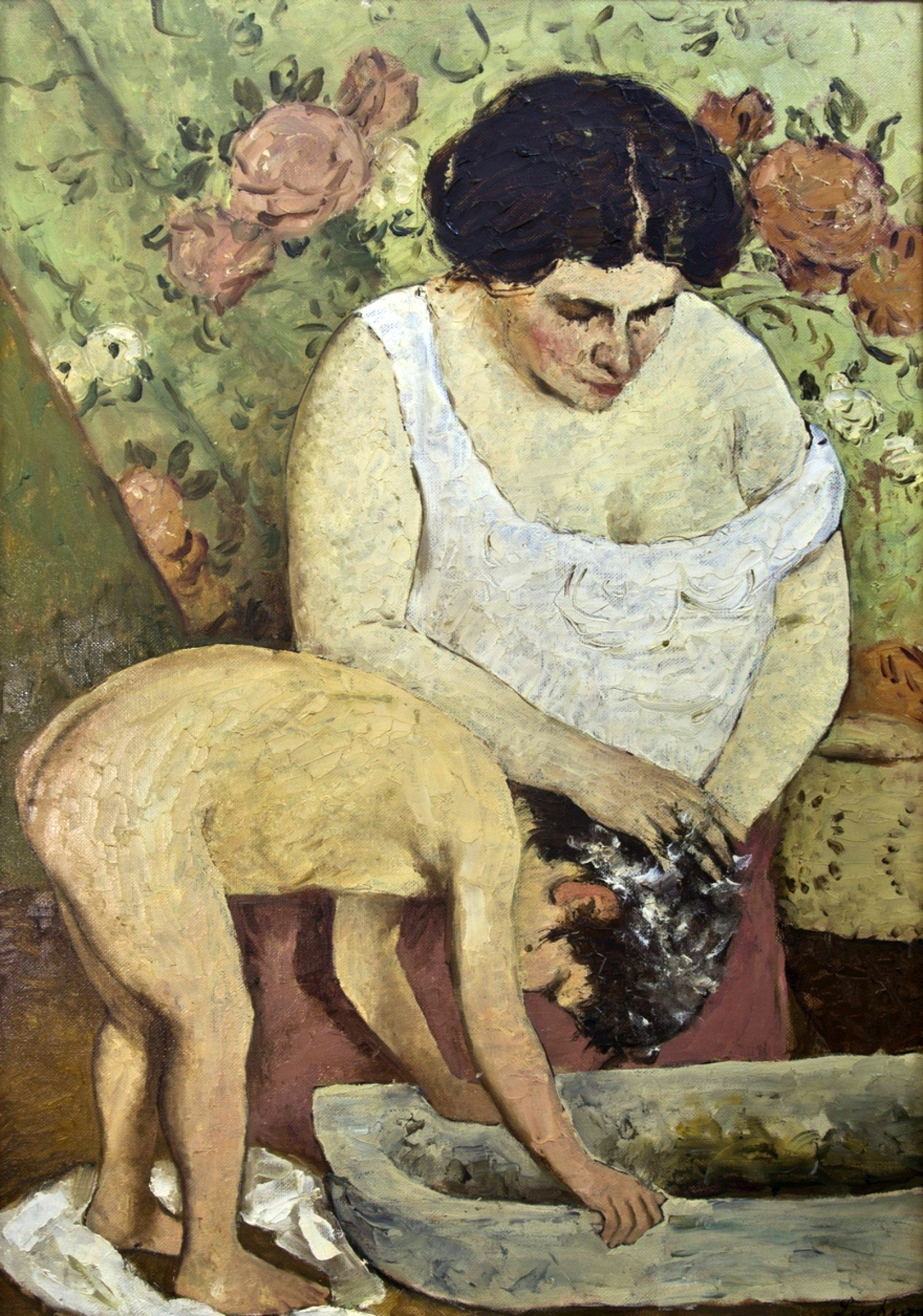
Lăutul
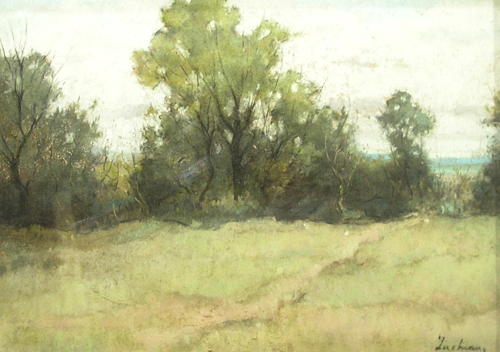
Peisaj
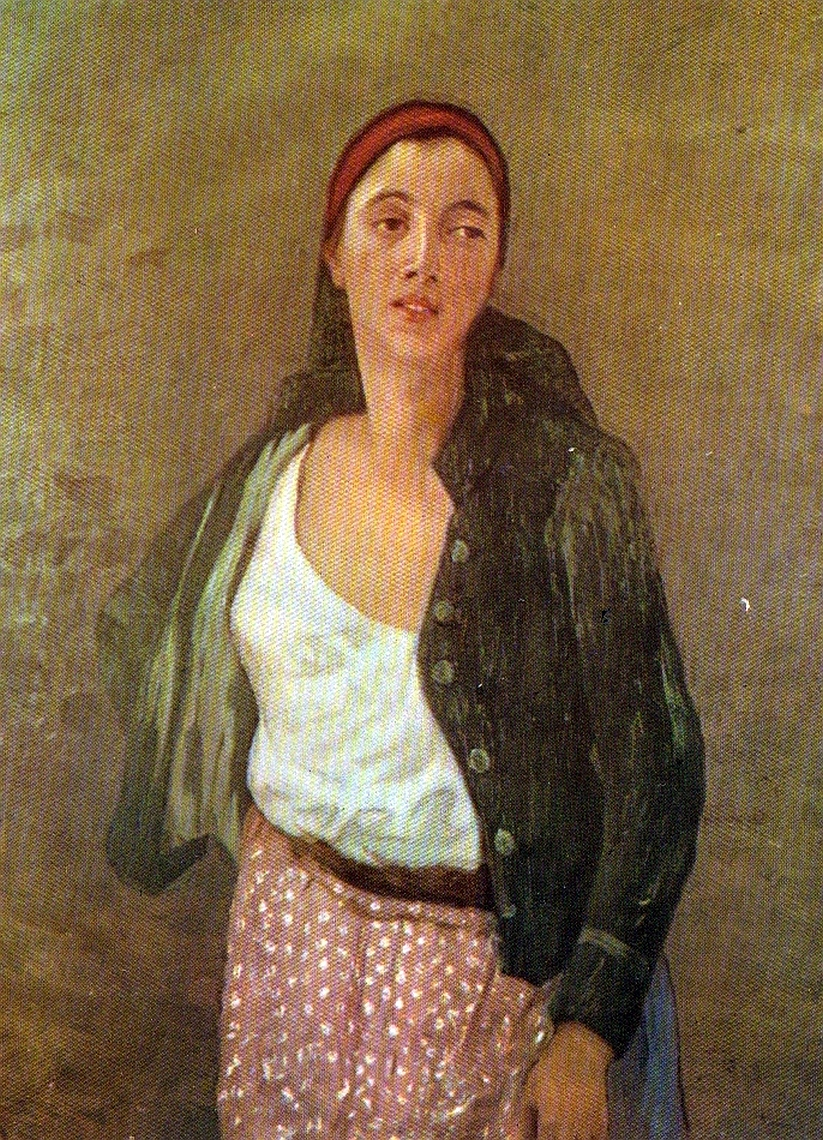
Safta florăreasa
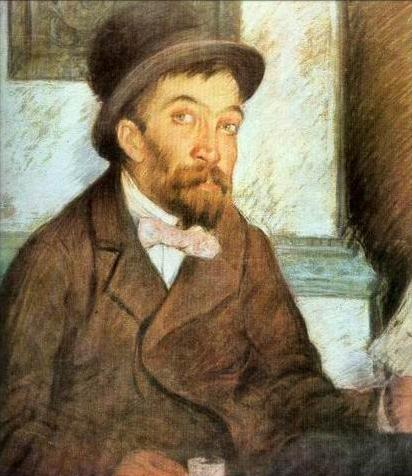
Alecu literatu
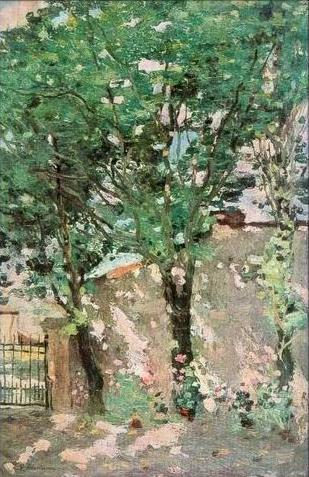
Colț din strada Povernei
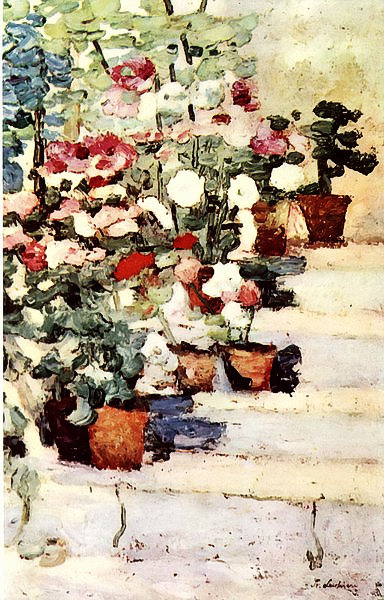
Scara cu flori
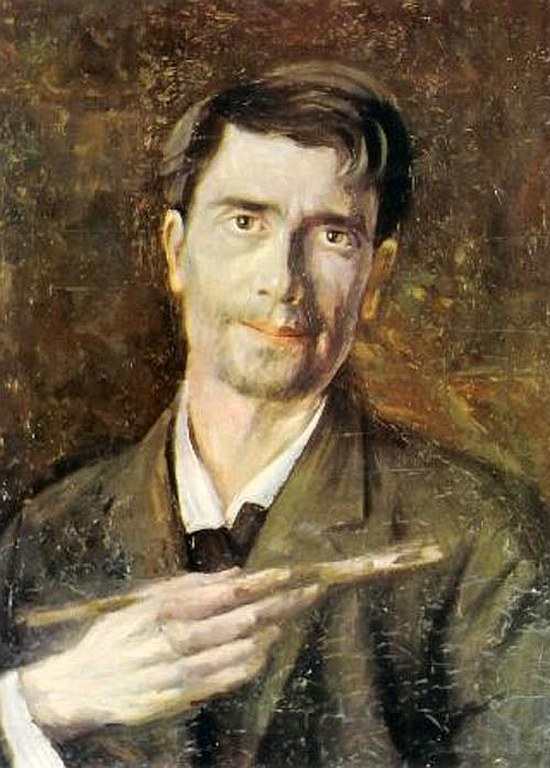
Un zugrav

## Perioada interbelică
În perioada interbelică, arta românească cunoaște schimbări majore. Chiar dacă ecourile cubismului și clasicismului modern stârnesc controverse, acestea sunt benefice.

### Pictura
Pictura românească interbelică are trei izvoare de plecare: lirismul grigorescian, ecourile curentelor noi în arta Europeană și interpretarea modernă a tradiției populare și a celei culte. Acestea se întrepătrund, dând naștere adesea la elemente artistice moderne. 
„...Se poate constata că fiecare din artiști de seamă, deja afirmați în intervalul 1900-1916 cu viziuni înnoitoare - Ressu, Iser, Șirato, Tonitza, Pallady, Pătrașcu-își vor schimba maniera de a picta și viziunea după 1918 și încă brusc.”—Amelia Pavel
În contrast cu arta occidentală, în România, nici avangarda și nici modernitatea artiștilor noștri nu au negat în totalitate tradiția, ea având continuitate de la Theodor Aman până la sfârșitul perioadei interbelice.

#### Gheorghe Petrașcu (1872-1949)
Școlit la academiile de la București, München și Paris unde face cunoștință cu ultimele noutăți în domeniul tehnicii artistice, Gheorghe Petrașcu, deși apropiindu-se de opera lui Nicolae Grigorescu, ajunge să se deosebească de aceasta prin evoluția artei sale ce are un parcurs sigur spre perfecționism. Întors în București în 1901, artistul participă ca membru fondator la înființarea grupării „Tinerimea artistică”. Gheorghe Petrașcu abordează în lucrările sale o atmosferă sumbră, romantică, în care se folosește mult negru, motiv pentru care ajunge să fie numit „primul mare poet al nocturnului” din pictura românească. Petrașcu, ca și Grigorescu, a abordat peisagistica, însă acesta se apropie mai mult de peisajul urban. De aceea el nu mai folosește elementul vegetal ci își îndreaptă atenția spre ziduri pentru că, pentru el, întreaga pictură este o zidărie. Pentru artist culorile pun în evidență densitatea materiei „împietrită asemenea magatelor” sursa citării necesară. 
„Petrașcu are omogenitatea subtilă și puternică a materiei, suculența tușei cu care surprinde dintr-o dată tonul, forma și anvelopa”—Henri Focillon, critic francez
Petrașcu pictează și naturi moarte, dar acestea sunt alcătuite din lucruri vechi pe care și-a pus amprenta timpul. Interioarele pictate de el sunt la fel, uitate de vreme ca niște naturi moarte supradimensionate, iar florile pictate de acesta au un aspect pe care îl întâlnim și la Ștefan Luchian.

#### Theodor Pallady (1871-1956)
Ca și Petrașcu, Theodor Pallady se formează la școlile din Paris în atelierele marilor pictori, având colegi pe Matisse, Marquet, și Rouault. El preia elemente de inspirație Art-Nouveau sau tendințe decorativiste din arta nabiștilor și fovilor, toate aceste tendințe Pallady le va armoniza și va da naștere celei mai originale sinteze din pictura românească. În 1942 pictează lucrarea „Autoportretul”, lucrare ce prezintă chipul hieratic al pictorului asemănat cu o icoană. Pallady având o personalitate cu structură clasică se apropie de pictura lui Ingres și va admira opera lui Leonardo. În evoluția artei sale ajunge treptat la un stil modern dar fără excese.
„Până la 50 de ani pictura a fost aceea care m-a stăpânit pe mine; după ce am împlinit 50 de ani am izbutit s-o supun, și de atunci am fost eu acela care a stăpânit-o pe ea.”—Theodor Pallady
Pictura lui Pallady conține toate elementele de limbaj plastic ale tabloului: linii, culori, forme, folosește desenul cu măiestrie dar și compoziția cromatică într-un stil desăvârșit. Din punct de vedere cromatic, Pallady folosește tonuri stinse de griuri îmbinate cu desene geometrice. O lucrare deosebită este „Pălăria și umbrela artistului” în care artistul își demonstrează calitatea deosebită de colorist și în același timp de mare desenator.

#### Jean Al. Steriadi (1880-1956)
Ca alți pictori ai epocii, și Jean Al. Steriadi (1880-1956) parcurge același itinerariu pentru a se forma ca pictor desăvârșit. În 1904 la Paris expune, la „Salonul de Toamnă” o pânză numită „Chivuțele din Piața Mare”. Întors în țară, intră în rândurile „tinerimii artistice” unde expune numeroase tablouri, portrete, compoziții sau peisaje, realizate riguros, unele având chiar efect de clarobscur („Hamali în port”). Având un rafinament și o cultură vizuală demnă de un artist modern, acesta realizează lucrări deosebite cum ar fi: „Crapii”, „Natură moartă cu pipă și fructe” sau „Farfurie cu raci”. În peisajele sale sunt imortalizate momente ale amiezii de vară cu aer încins și lumină intensă. O importanță deosebită este acordată tehnicii gravurii, Steriadi fiind foarte pasionat de aceasta.

#### Nicolae Dărăscu (1883-1959)
Dărăscu după ce a terminat studiile la Paris se întoarce în țară fiind un adept al neoimpresionismului dar în același timp se apropia, prin culoare, de influență cezanniană, acceptând ecouri ale fovismului din acea perioadă. Dărăscu face parte din grupul pictorilor români cum ar fi Grigorescu, Andreescu și Luchian datorită stilului de pictură folosit. Preferă motivele acvatice, iar formele sale absorb lumina sau sunt învăluite de ceața unei zile mohorâte, având mereu o consistență observabilă. Își îndreaptă atenția mai ales spre vederile panoramice ca în peisajul bucureștean „Piața Teatrului Național pe ploaie”, aceasta fiind una din cele mai cunoscute lucrări ale sale.

#### Nicolae Tonitza (1886-1940)
Nicolae Tonitza, fiind un admirator al lui Luchian, adoptă stilul acestuia, dar vine și cu influențe din pictura modernă, cu accente decorative, creându-și propriul său stil. Începutul său în pictură are o tentă expresionistă cu accente narative pusă în evidență mai ales în desene. Tonitza are o operă vastă compusă din peisaje, portrete, naturi moarte, interioare sau nuduri ce exprimă un subtil lirism ca în portretul scriitorului „Gala Galaction”. În acest tablou se observă forme aspre, colțuroase ce sugerează tragicul. Chiar și pe chipurile pure ale copiilor pictați de acesta se întrevede o umbră de tristețe („Fetița pădurarului”, „Cătiușa Lipoveanca” sau „Fetița olandeză”). În picturile înfățișând naturi moarte Tonitza înfățișează obiecte de artă populară și sporește luminozitatea culorilor. Tonitza nu este numai pictor ci și un desăvârșit grafician, profesor pentru elevii săi printre care se număra și Corneliu Baba.

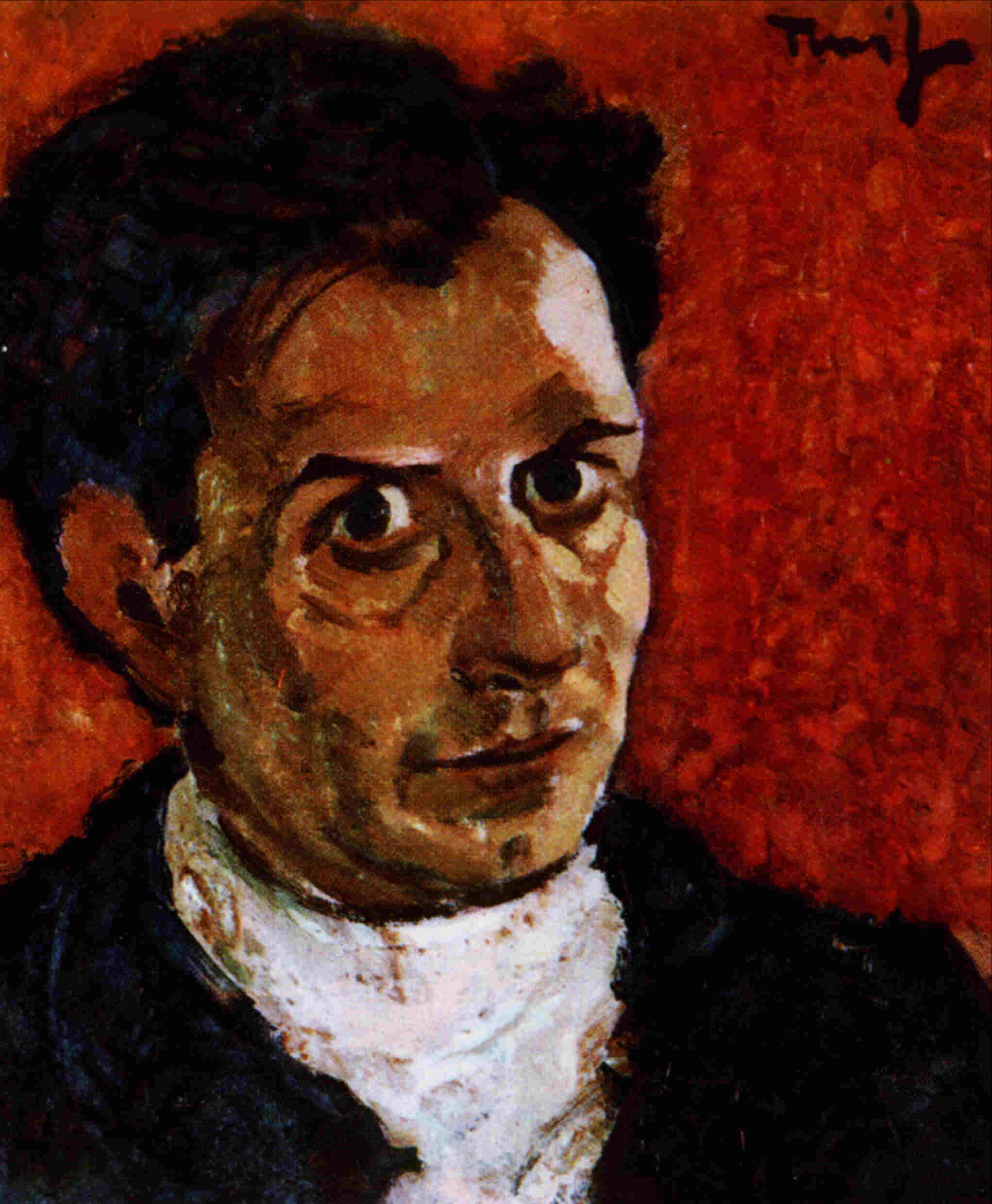
Nicolae Tonitza Autoportret
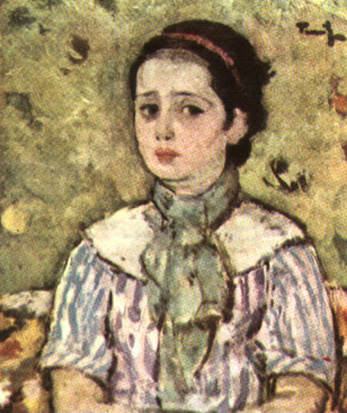
Irina
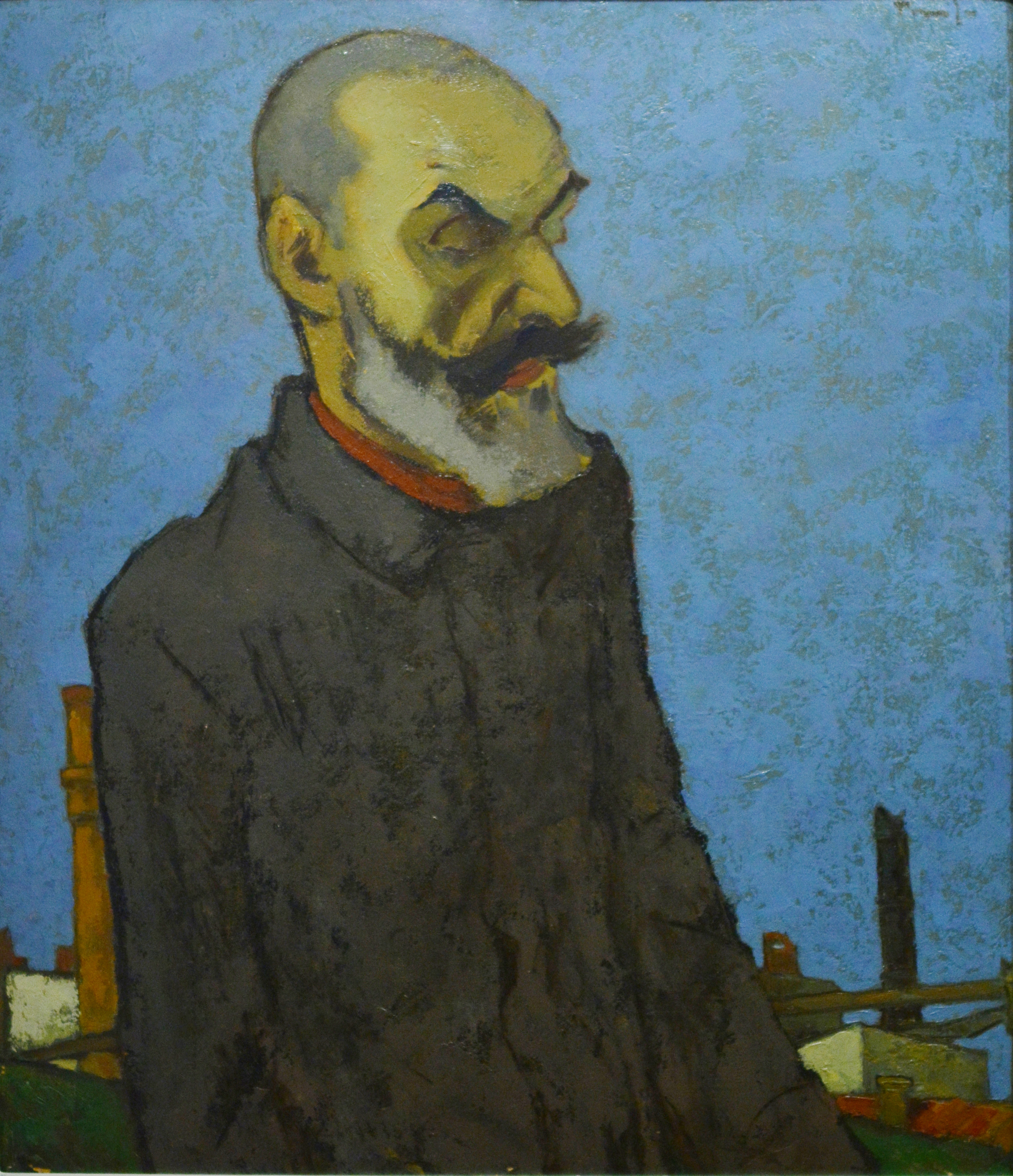
Galaction
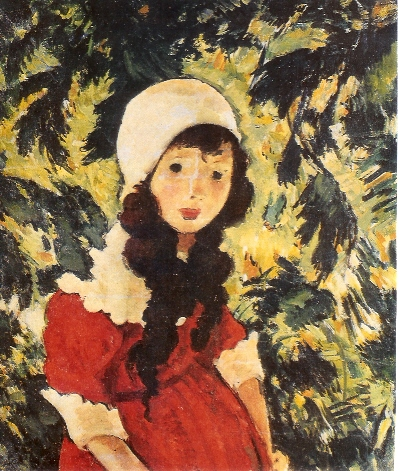
Fetița pădurarului
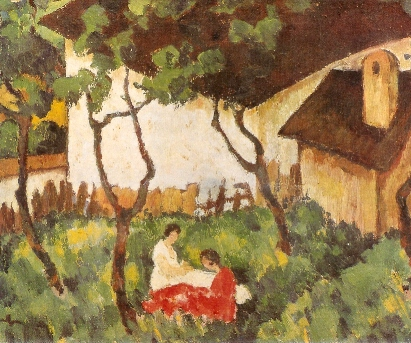
Grădina din Văleni
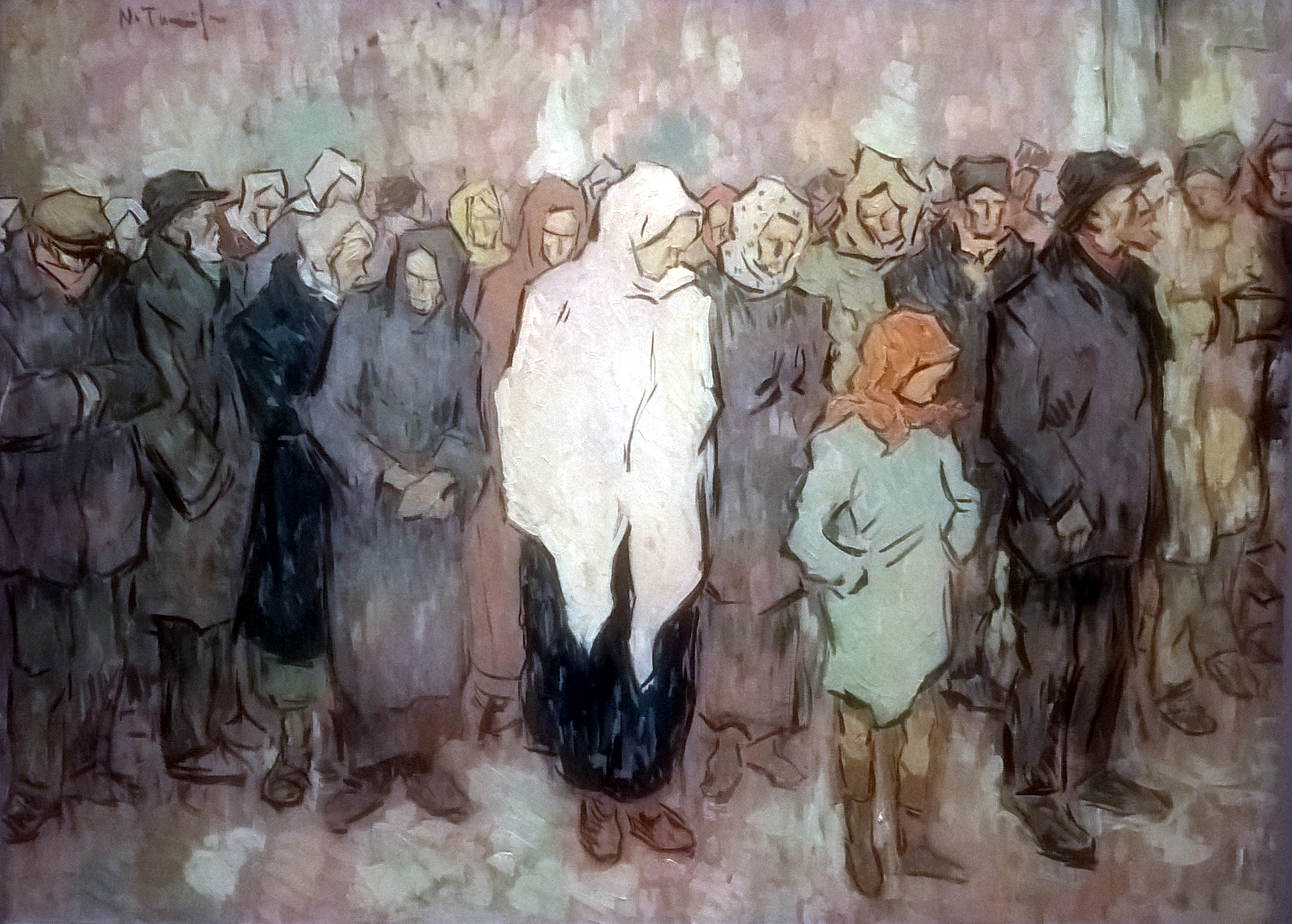
Coadă la pâine
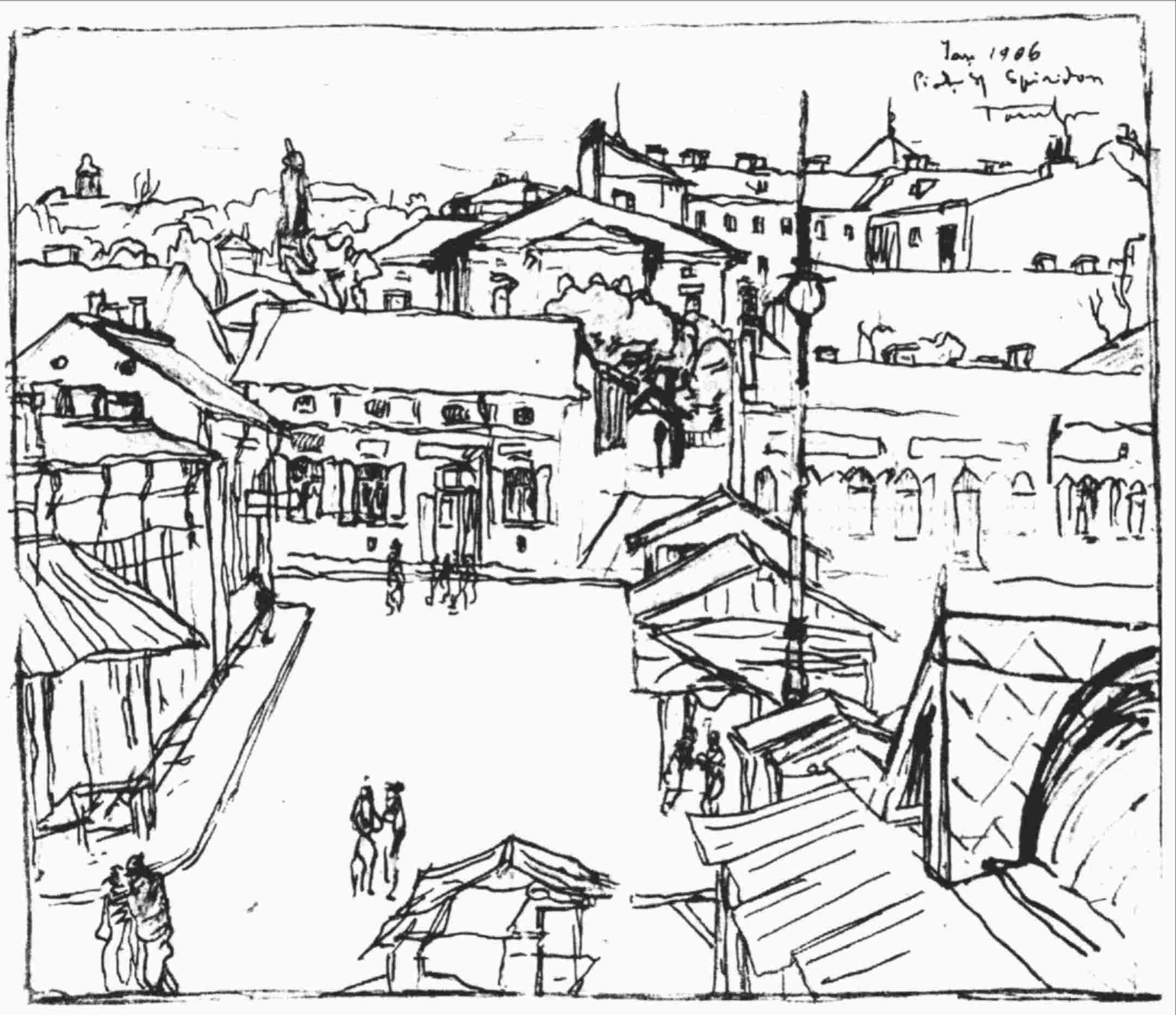
Piața Sf. Spiridon
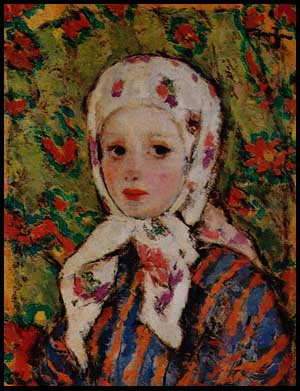
Cătiușa Lipoveanca

#### Iosif Iser (1881-1958)
Iosif Iser, un adept al expresionismului și al cubismului, este unul dintre pictorii români ai epocii ce va fi profund marcat de atmosfera artistică pariziană. Artistul aduce schimbări în arta românească, fiind în contact cu cele mai noi manifestări artistice. Iser se inspiră din lumea țărănească, având contact cu universul dobrogean; el pictează de nenumărate ori peisaje dar și chipuri umane încărcate de exotism. Compoziția „Familie de tătari” este o lucrare deosebită, cu elemente de cubism dispuse într-o notă modernistă. Această lucrare înfățișează personaje ce au o tentă tragică, această trăsătură fiind întâlnită în majoritatea picturilor sale.

#### Camil Ressu (1880-1962)
A studiat la școlile de arte frumoase din București și Iași, apoi de la München și Paris. Camil Ressu este inspirat de lumea satului, realizând compoziții încărcate de pitoresc și sentimentalism. Picturile sale oferă prospețime și realism, înfățișând țăranul român și lumea lui („Cosaș odihnindu-se”, „Țărănci din Vlaici”). Studiind arta populară, acesta își îmbogățește paleta coloristică, renunțând la obișnuitele brunuri și griuri în favoarea unei cromatici pline de puritate.
Pe lângă universul rural, Camil Ressu abordează și lumea citadină a intelectualilor și artiștilor, realizând portrete pline de lirism („Portretul de fetiță”, „Terasa Oteteleșeanu”).

### Sculptura
În prima jumătate a secolului XX sculptura românească va fi marcată de doi mari sculptori, Dimitrie Paciurea și Constantin Brâncuși.

#### Dimitrie Paciurea (1873-1932)

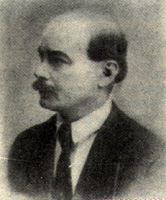
Dimitrie Paciurea

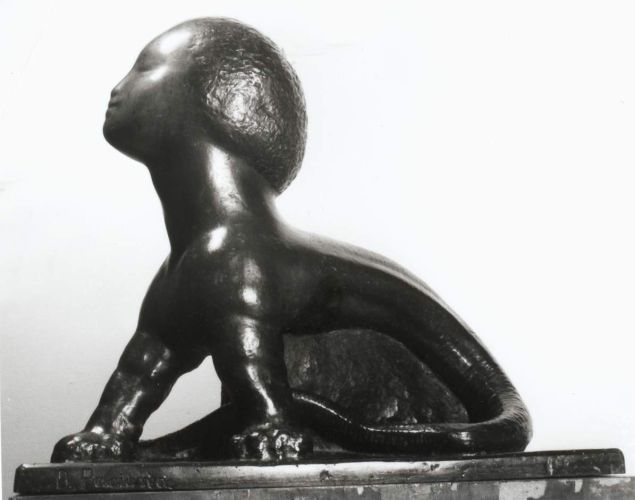
Himera pământului de Dimitrie Paciurea

Numit și „Luchian al sculpturii românești”, Dimitrie Paciurea aduce o notă de modernism în sculptura românească. Paciurea a studiat la „Școala de Arte Frumoase din București” avându-l ca profesor pe Wladimir Hegel. Între anii 1896 și 1900, el studiază la Paris, fiind impresionat de arta lui Rodin și luând contact și cu atmosfera Art-Nouveau-lui. „Gigantul” (1907), una din capodoperele sale, este destinată parcului Filaret, fiind singura comandă importantă care a primit-o după întoarcerea în țară. Paciurea se va împlini doar în portretistică realizând lucrări  ca „Himerele”. Acesta execută numeroase portrete ale contemporanilor săi: Petrașcu, Luchian, Hașdeu, sau a unor personalități ale culturii universale: Spiru Haret, Beethoven, Tolstoi, Shakespeare.

#### Constantin Brâncuși (1876-1957)
Constantin Brâncuși, remarcat prin talentul său, frecventează cursurile Școlii de Arte și Meserii din Craiova, Școala de Belle-Arte din București apoi Școala de Arte Frumoase din Paris.  Brâncuși se află la polul opus față de Paciurea, abordând alt stil în sculptură. El învață tehnica modelajului în atelierul lui Rodin din Paris. Dintre lucrările sale amintim „Portretul pictorului Dărăscu”, „Orgoliu”, „Supliciu”, „Rugăciunea”, „Sărutul”, „Cumințenia pământului”.
Unele lucrări sunt inspirate din stilistica artei bizantine („Rugăciunea”). În cele două lucrări, „Sărutul” și „Cumințenia pământului”, Brâncuși renunță la modelaj, folosind cioplitul în piatră pentru a da senzația unei lucrări arhaice. În 1910 acesta începe să sculpteze în lemn, întorcându-se la tehnicile sculpturii din arta românească populară dar și din sculptura africană precum este sculptura numită „Pasărea măiastră”. În 1918 sculptează în lemn primele coloane, care vor căpăta formă definitivă în 1938 sub forma „Coloanei fără sfârșit” făcând parte din ansamblul de la Târgu Jiu. Ansamblul de la Târgu Jiu a fost realizat în memoria soldaților căzuți în primul război mondial. Traseul pe care sunt amplasate elementele ansamblului începe de la „Masa tăcerii”, se continuă cu „Poarta sărutului” reprezentând teritoriul iubirii, apoi biserica așezată pe același ax și se încheie cu „Coloana” ca simbol al ascensiunii spirituale.